# 名探偵コナン
『名探偵コナン』（めいたんていコナン、英: Detective Conan）は、青山剛昌による日本の推理漫画、およびそれを原作とした一連のメディアミックス作品の総称。1994年刊行開始。

## 概要
黒ずくめの組織によって幼児化させられた高校生探偵・工藤新一が江戸川コナンと名乗り、組織の行方を追いながら数々の事件を解決していく推理漫画。『週刊少年サンデー』（以下、『サンデー』）にて1994年5号より連載が開始された。2017年37-38合併号で1,000話目を迎え、『サンデー』史上最長の連載期間となっている。2024年5号で連載30周年を迎えた。話数カウントは「FILE.」。掲載時にはエピソードごとの区切りとして、扉絵のページに「シリーズ第何話（解決編の場合は「シリーズ解決編」）」と表記されている。事件の傍らで登場人物たちの恋模様が描かれることも多く、作者は本作のジャンルを「殺人ラブコメ漫画」と定義している。
1996年からテレビアニメが放送開始され、1997年から毎年4月に劇場版映画が公開されている。
2001年、第46回（平成12年度）小学館漫画賞少年部門受賞。2015年7月時点で単行本の国内累計発行部数は1億4900万部を、2023年2月時点で単行本の全世界累計発行部数は2億7000万部をそれぞれ突破している。なお、2018年6月の時点で漫画は25の国と地域で翻訳・販売され、アニメは40ヵ国で放送されている。

## あらすじ
推理作家の父と元女優の母を持ち、シャーロック・ホームズを敬愛する高校生探偵工藤新一は、大人顔負けの推理力を発揮し、「日本警察の救世主」と評されるまでの活躍をみせていた。
ある日、新一は幼なじみの毛利蘭と遊園地に遊びに行くが、そこで謎の組織の取引現場を目撃する。取引の模様を見るのに夢中になっていた新一は、組織のもう1人の仲間によって背後から殴り倒され、口封じのために毒薬（APTX4869）を飲まされる。結果、組織も知らなかった薬の副作用によって神経組織を除いたすべての組織が幼児期の頃まで後退し、小学1年生の体となってしまう。
新一は、自分が生きていることを組織に知られたら再び命を狙われ、周囲の人間にも危害が及んでしまうと隣人の阿笠博士から助言を受ける。そのため、正体を隠して江戸川コナンと名乗り、蘭の父・毛利小五郎が探偵であることから謎の組織の情報が得られると考え、蘭の家に居候する。以後、コナンは周囲で次々に起きる事件を解決しながら、元の身体を取り戻すために謎に包まれた黒ずくめの組織の陰謀を追っていく。
以下、本作の主軸となるコナンと黒ずくめの組織の対決について概説する。便宜上、ここでは各ストーリーの中心となる組織のメンバーを章タイトルとし、物語を区分して解説を行う。

### ジン・ウォッカ編（1巻‐23巻）
ある日、毛利探偵事務所に広田雅美が人探しを依頼した。無事発見し、事件は解決したと思われたが、その人が殺されてしまう。コナンは彼女が同時期に発生した10億円強奪事件の首謀者であると推理し追うが、事件の黒幕が組織であること、広田の正体は組織の一員・宮野明美であることが明かされる。明美は、10億円強奪の成功と、妹とともに組織を脱退することを交換条件として組織から差し出されていたが、最初から約束を守るつもりがなかった組織は明美を銃撃。コナンが駆けつけると、明美は10億円の隠し場所と自らの正体を明かして死亡した。
その後コナンは、遊園地で出会った2人組と新幹線で再会する。盗聴器を仕掛けた結果、2人のコードネームはジンとウォッカであることが判明した。
新一を訪ねるため、大阪から西の高校生探偵・服部平次が小五郎の探偵事務所を訪れる。平次は風邪を引いていたコナンに中国の酒「白乾児」を飲ませる。その後、小五郎の依頼先で殺人事件に遭遇したコナンだが、「白乾児」の影響で元の新一の体へ戻る。新一は事件を解決するが、すぐにコナンの姿へと戻ってしまう。コナンはその場を凌いだものの、平次との再会時には正体を見破られてしまい、真相を明かして平次と協力関係となる。
ある日、コナンは博物館に所蔵されている黒真珠を盗むという予告状が来たことを知る。興味津々なコナンは予告状の暗号を解き明かし、予告状の主である怪盗1412号、通称怪盗キッドと対面する。これ以降、コナンとキッドは何度も対決することになる。
コナンが小学校に馴染んだ頃、コナンのクラスに灰原哀が転入してくる。帰り道、灰原がコナンにある事実を打ち明ける。それは、自分の正体は新一を幼児化させた薬・APTX4869を開発した組織の科学者・シェリー（本名：宮野志保）で、自身もそれを服用して組織から脱走した、という衝撃的なものだった。APTX4869の解毒薬を作るには薬のデータが入ったフロッピーディスクが必要だと考えた一行は、ディスクを持つ大学教授を訪ねるが、彼は何者かに殺害されていた。事件を解決したコナン達はフロッピーを入手したものの、組織が仕掛けていたコンピュータウイルスによりデータが消失してしまう。

### ベルモット編（24巻‐48巻）
ある冬の日、コナンと風邪気味の灰原は、ジンの愛車である黒いポルシェ356Aを偶然見つける。盗聴器と発信機を仕掛け、組織のメンバー・ピスコによる暗殺計画を知った2人は、それを阻止するために暗殺が行われる杯戸シティホテルへ向かう。しかし、正体不明のピスコは暗殺を遂行した上、灰原の正体を見破り彼女を拉致してしまう。酒蔵に監禁された灰原はコナンの指示で白乾児を飲んで元の体へ戻り、煙突から脱出したが、外にはジンとウォッカが待ち受けていた。灰原は間一髪で煙突の中へ逃げ込むが、元の幼児化した姿へ戻ってしまう。そこへピスコが現れ、灰原を殺害しようとするが、コナンが駆けつけ脱出に成功。その直後ピスコの前にジンが現れ、組織のボスである「あの方」に見限られたピスコを射殺する。その後、事件現場にいた外国人女優のクリス・ヴィンヤードが組織の幹部・ベルモットであることが判明する。
帝丹高校の学園祭が近付くにつれ、コナンは蘭に正体を見抜かれているのではないかと疑い始めていた。そんな中、コナンは鍾乳洞の中で強盗団と遭遇し、重症を負う。蘭の輸血でコナンは一命を取り留めるが、それがコナン=新一であることに気付いた上での行動であることは明白だった。灰原の助言を受けたコナンは、学園祭当日、新一の姿に戻って蘭達の前に現れ、同時に灰原をコナンに変装させることで、蘭の疑いを晴らすことに成功する。その後、新一は蘭をレストランに誘い告白しようとするが、殺人事件が発生してしまう。事件を解決した新一だったが、蘭に思いを伝える前にコナンの姿に戻ってしまった。
子供としての日常に戻ったコナンは、帝丹高校新人英語教師のジョディ・サンテミリオンと親しくなり、事件の場では赤井秀一、ジェイムズ・ブラックといった怪しげな者達と遭遇する。3人はそれぞれ不審な言動を見せており、中でも赤井とジェイムズは直接合流して何かを話していた。
ある日、事件の調書が全て警視庁から盗まれるも、その後警視庁に送り返されるという事件が発生する。また、コナンは杯戸シティホテルでの一件の際、ピスコの他に仲間がいたと推測し、その正体は休業しているクリスではないかと睨む。
システムエンジニアの板倉卓殺人事件に巻き込まれたコナンは、板倉が組織と関わっていることを知り、組織の手がかりが隠されている板倉の日記が入ったフロッピーを入手する。日記の内容から板倉はあるソフトを開発するよう組織から強要されていたことを知ったコナンは、電話の通話口で板倉になりすまし、板倉の死亡をまだ知らないウォッカと嘘の取引の約束を取り付ける。しかし取引現場にはウォッカに加えてジンが現れ、コナンは取引が罠であることを悟る。コインロッカーの中に追い詰められたコナンだったが、間一髪のところでジンとウォッカは撤退し、九死に一生を得た。
新一と小五郎の元に、船上で行われる「季節外れのハロウィンパーティー」の招待状が届く。新一宛に送られてきた招待状の中身はコナン宛となっていた。差出人の「Vermouth」が「ベルモット」のことであると気付いたコナンは、彼女に正体を知られていると判断する。パーティーの当日、阿笠邸で寝込んでいた灰原の元にジョディが現れ、灰原を車に乗せて連れ出す。車を停めたジョディは、自分達を追跡していた帝丹高校校医・新出智明と対峙する。新出の正体は、シェリーの捜索および抹殺のために潜入していたベルモットだったのだ。一方のジョディの正体はFBI捜査官ジョディ・スターリングであり、ベルモットに父親を殺害された過去を持つ女だった。ベルモットはジョディを追い込むも、灰原がピンチを救い、灰原はマスクを剥がしてコナンとしての正体を露にする。さらに本物の灰原、蘭、FBI捜査官であった赤井が乱入し、二転三転する戦局の果てに、コナンはベルモットに連れ去られてしまう。車内でベルモットを追い詰めるコナンだが、ベルモットは催眠ガスを放ち逃亡する。ジンに連絡を取ったベルモットは、新一について聞かれると知らないと偽った。ベルモットには、1年前のニューヨークで新一と蘭に命を救われた過去があったのだ。
コナンは、ベルモットの車内で聞いた組織のメールアドレスのプッシュ音が気になっていた。小五郎の依頼先で絶対音感を持つ人物と出会ったコナンは、例のプッシュ音が「七つの子」を奏でていることを知り、「＃969＃6261」が「あの方」のメールアドレスであることを突き止める。

### キール編（48巻-60巻）
小五郎は、アナウンサーの水無怜奈からピンポンダッシュの犯人を捕まえてくれとの依頼を受ける。コナンは事件調査のため、水無のアパートに盗聴器と発信器を仕掛けるが、事件解決後、回収し忘れた盗聴器から水無が組織の一員・キールであることを知ってしまう。さらに組織は何者かの暗殺を企てており、ジン・ウォッカ・ベルモット・キールに加え、組織のスナイパーであるキャンティとコルンが集結したことも判明。コナン達は暗殺を食い止めることに成功するが、キールはバイク事故に遭って昏睡状態に陥る。
入院中の水無を監視していたFBIは、院内に組織が潜入していることを察知する。結果、キールを奪還するために組織が動き出し、水無は組織に連れ去られてしまう。しかしこれはCIAエージェントである水無を再びスパイとして組織に送り込む、という赤井の策略であった。万事が上手くいったと思われた矢先、「あの方」からの命令を受けたキールによって、来葉峠で赤井が殺害されてしまう。

### バーボン編（60巻‐85巻）
コナンは水無からの報告を受けたジョディからの連絡で、シェリーを狙う組織の幹部・バーボンが動き出したことを知る。そんな中、コナンの前に、沖矢昴、世良真純、安室透という3人の不審な人物が立て続けに現れる。
ベルモットの報告でシェリーの生存を知った組織は、灰原が乗るベルツリー急行を襲撃。元の姿に戻った灰原はバーボンとしての正体を表した安室に追い詰められるが、彼女は怪盗キッドの変装であり、灰原は組織に死亡を誤認させた上で無事に生還することができた。
以降も安室との交流が続く中、コナンは彼の真の正体に勘付く。一方、安室は些細なきっかけから赤井の生存を確信し、工藤邸に住む沖矢の元を尋ね、彼の正体が赤井秀一であると指摘する。しかしその時、来葉峠に赤井が現れたと報告され、安室は動揺。赤井の死は、コナンが立てた計画の上での偽装工作に過ぎなかったのだ。「沖矢の正体は赤井である」という安室の推理は正しかったものの、この時の沖矢は新一の父である工藤優作が扮していたものであり、安室は赤井に出し抜かれた上に、逆に自分の真の正体を赤井に知られてしまうこととなった。
平穏な日常が戻った頃、組織に潜入中の水無から赤井にメールが届く。その内容は、「あの方」の側近であるラムが動き出したという不吉な知らせだった。

### ラム編（85巻‐）
ラムの正体を突き止めようとするコナンは、灰原から「ラムは片目が義眼である」という情報を得る。それを機にコナンの周囲には、黒田兵衛、若狭留美、脇田兼則という、片目に異常を持つ者達が次々に出現。さらに世良と暮らす謎の少女・領域外の妹も、さらなる暗躍を見せ始める。
コナンと赤井は、APTX4869の名簿に記されていた羽田浩司という男の死の真相を追い始め、羽田が死亡した17年前の事件のもう一人の被害者であるアマンダ・ヒューズが遺したダイイング・メッセージから、事件にラムが関わっていたことを知る。同時に赤井は、自らがその死を見届けた組織の一員・スコッチのことを思い返していた。
一方のコナンは、10年前に赤井一家と出会っていたことをようやく思い出す。そんな中、帝丹高校の修学旅行が迫っていることを知ったコナンは、解毒剤で新一の姿に戻り、修学旅行に参加。旅行先で起きた事件を解決した上、蘭への告白も成功した新一だったが、新一が事件を解決したことをSNS上で拡散され、その生存が組織の耳にも入ってしまう。だが、この一件を収めるために新一の両親が帰国。さらに優作は、アマンダのダイイング・メッセージを解き明かし、組織のボスの正体が、死亡したとされる伝説の大富豪・烏丸蓮耶であることを突き止める。
それからしばらく経った頃、黒ずくめの組織によるFBI連続殺人事件が発生。事件の陰ではラムも動き出し、黒の組織対FBI・工藤一家の直接対決に発展する。事態が収束した後、ラムは変装を施し、寿司職人・脇田兼則として米花いろは寿司に入っていった。
ある事件でコナンとの共同捜査を行った黒田は、自らが公安警察として関わった17年前の事件の真相をコナンに話す。その中で、羽田とアマンダを殺害したのがラムである事、事件以来姿を消しているアマンダのボディガード・レイチェル・浅香が現在若狭留美として生きている事、そしてラムが特殊な眼の持ち主である事が判明する。同じ頃、若狭の正体を突き止めた黒ずくめの組織は彼女の暗殺を決行するが、若狭の反撃によって失敗した。

## 登場人物

### 主要人物
江戸川 コナン（えどがわ コナン）  / 工藤新一（くどう　しんいち）
本作の主人公。見た目は小学生だが、その正体は高校生探偵の工藤新一。自分の体をAPTX4869で幼児化させた「黒ずくめの組織」を追う。
毛利 蘭（もうり らん）
本作のヒロイン。新一の幼馴染で彼女。空手部所属で、関東大会優勝の腕前を持つ。
毛利 小五郎（もうり こごろう）
蘭の父親でコナンの保護者。「毛利探偵事務所」を営む探偵で、「眠りの小五郎」として知られるが、本人の推理力は低い。元警視庁捜査一課の刑事で、拳銃と柔道の腕に優れる。
灰原 哀（はいばら あい）
「黒ずくめの組織」の元研究員。本名は「宮野志保」。APTX4869の開発者で、自身もその薬を飲んで幼児化している。コナンの正体を知っている。
阿笠 博士（あがさ ひろし）
工藤家の隣人で発明家。数々の発明品をコナンや少年探偵団に提供している。コナンの正体を知っている。

### 少年探偵団
吉田 歩美（よしだ あゆみ）
コナンを少年探偵団に誘った張本人であり、灰原が入団するまでは探偵団の紅一点であった。
円谷 光彦（つぶらや みつひこ）
両親が教師で、同級生に対しても常に敬語を使う。
小嶋 元太（こじま げんた）
探偵団の切り込み隊長的存在で団長を自称しているが、現在は実質的なリーダーはコナンに取って代わられている。うな重が大好物。

### 帝丹高校
鈴木 園子（すずき そのこ）
蘭や新一の幼馴染で同級生。鈴木財閥の令嬢。

京極 真（きょうごく まこと）
園子の彼氏。高校3年生で空手部主将。強者を求め、世界中を巡って武者修行中。

世良 真純（せら ますみ）
蘭たちのクラスに転校してきた女子高生探偵。ジークンドーの使い手。母親のメアリーの体を元に戻す方法を探している。

### 大阪
服部 平次（はっとり へいじ）
大阪を中心に活躍する「西の高校生探偵」。コナンのライバルにして親友で、正体を知っている。剣道の達人。

遠山 和葉（とおやま かずは）
平次の幼馴染で彼女。合気道の腕に優れる。

### 警視庁
目暮 十三（めぐれ じゅうぞう）
刑事部捜査一課強行犯捜査三係の警部。小五郎の元上司。

高木 渉（たかぎ わたる）
刑事部捜査一課強行犯捜査三係の刑事で巡査部長。佐藤刑事と交際している。

佐藤 美和子（さとう みわこ）
刑事部捜査一課強行犯捜査三係の女性刑事で警部補。拳銃と柔道の腕に優れる。高木刑事と交際している。

白鳥 任三郎（しらとり にんざぶろう）
刑事部捜査一課強行犯捜査三係の警部。キャリア組。コナン達の担任の小林澄子と交際している。
黒田 兵衛（くろだ ひょうえ）
刑事部捜査一課の管理官で、目暮警部たちの上司。17年前は警察庁警備部警備企画課「ゼロ」に所属しており、降谷零とも面識がある。

### 準主要人物
工藤 優作（くどう ゆうさく）
新一の父親で、世界的に有名な推理小説家。「闇の男爵」シリーズが代表作。新一以上の推理力を持つ。
工藤 有希子（くどう ゆきこ）
新一の母親で、優作の妻。元女優で変装の達人。小五郎や英理とは帝丹高校時代の同級生。

妃 英理（きさき えり） / 毛利 英理（もうり えり）
蘭の母親で、小五郎の別居中の妻。「妃法律事務所」を営む敏腕弁護士で、「法曹界のクイーン」の異名を持つ。

怪盗キッド（かいとうキッド） / 黒羽 快斗（くろば かいと）
ビッグジュエルを専門に狙う神出鬼没の大怪盗で、コナンの宿敵。『まじっく快斗』の主人公でもある。コナンの正体を知っている。

### 黒ずくめの組織への潜入者・対抗者
赤井 秀一（あかい しゅういち） / 沖矢 昴（おきや すばる）
FBIの捜査官。黒ずくめの組織のボスに「銀の弾丸」と恐れられる存在で、高い推理力を持つ。狙撃とジークンドーの達人でもある。
黒ずくめの組織に自身の死を偽装し、大学院生の「沖矢昴」に変装して身を隠している。
水無 怜奈（みずなし れな） / キール / 本堂 瑛海（ほんどう ひでみ）
CIAの諜報員。本名は「本堂瑛海」で、表の顔はアナウンサーの「水無怜奈」。黒ずくめの組織に潜入しており、時折赤井秀一らに組織の情報をリークする。

安室 透（あむろ とおる） / バーボン / 降谷 零（ふるや れい）
警察庁警備局警備企画課「ゼロ」に所属する公安警察官。本名は「降谷零」で、表の顔は私立探偵の「安室透」。黒ずくめの組織に潜入捜査している。ボクシングの腕に長ける。
メアリー・世良（メアリー・せら）
MI6のエージェントで、赤井秀一・羽田秀吉・世良真純の母親。ベルモットにAPTX4869を飲まされて幼児化しており、体を元に戻して黒ずくめの組織に反撃しようとしている。
若狭 留美（わかさ るみ） /  レイチェル・浅香（あさか）
17年前にアメリカの資産家のボディガードをしていた女性。ラムによって雇い主の資産家と自分を匿ってくれた羽田浩司を殺害されたため、その報復を目論んでいる。
コナン達のクラスの副担任として潜伏し、資産家と羽田浩司の仇を探している。

### 黒ずくめの組織
ジン
組織の実行部隊のリーダーで、コナンにAPTX4869を飲ませ幼児化させた張本人。頭が切れて用心深く、銃火器の扱いに長けている。
ウォッカ
ジンと行動を共にしている幹部構成員。

ベルモット / クリス・ヴィンヤード
組織の幹部。表の顔はアメリカの女優「クリス・ヴィンヤード」。「千の顔をもつ魔女」と称される変装の達人。
キャンティ、コルン
組織の腕利きのスナイパー。
ラム / 脇田 兼則（わきた かねのり）
組織のNo.2で、烏丸の側近。左目が義眼で、ジン以上に頭が切れる。板前の「脇田兼則」として、毛利探偵事務所の隣の「米花いろは寿司」に潜伏している。
烏丸 連耶（からすま れんや）
組織のボス。日本でもトップクラスの財力を持つ烏丸家の当主で、「烏丸グループ」の会長。表向きは半世紀前に99歳で死去している。性格はかなり用心深く慎重居士。

## 世界観

### 時間の経過
作者が『コナン』の時間経過について「『サザエさん』と同じ」と述べているように、作中の時間軸では年数が経過せず、学生キャラクターの学年が変化することもない。現実で発表から数年が経っているエピソードであっても、作中では「この前」や「数か月前」の事などとして扱われる。
原作の季節は『サンデー』掲載時のものに準じているが、テレビアニメ版では原作エピソードの季節が放送日に合わせて変更される場合もある。登場人物の日付の言及は初期から月日のみで、その時が何年であるかの発言は現在まで1度もされていない。なお、季節こそループはするものの、季節の行事を題材にしたエピソード（バレンタインデー やホワイトデー、学校における文化祭など）は基本的に1度しか使わないように構成されている。
原作では、第1話における作品内の新聞の年月が、『サンデー』掲載時に合わせて「平成6年1月」と示され、単行本第1巻にもそのまま表記されたが、翌年の『サンデー』掲載分からその新聞の「平成6年」の部分は表記されなくなった。第1話のプロローグに位置づけられる第83巻収録の「水色の想い出」については、現在の時間軸の蘭が「あれからまだ1年も経っていない」と回想している。
テレビアニメでは、第400話「疑惑を持った蘭」で新一が失踪（幼児化）してから半年が経過したと語られている。2013年の12月には、蘭役の山崎和佳奈がインタビューで、「新一が幼児化してからまだ約半年ほどという意識を持って臨んでいる」と答えている。劇場版第10作『探偵たちの鎮魂歌』のパンフレットには、声優陣は第1話からまだ半年しか経っていないことを考えながらアフレコを行っていると記載されている。
2016年末に放送された原作者・青山剛昌の全面監修によるテレビスペシャル『名探偵コナン エピソード“ONE” 小さくなった名探偵』では、水族館事件から約2週間後に蘭が空手の都大会で優勝し、その同じ日に第1話冒頭で新一が解決した事件が起き、その2日後に新一と蘭がトロピカルランドに行き、新一がAPTX4869を飲まされ幼児化したと示された。また、ラストで組織在籍中のシェリーが、行方不明になった新一の消息を確認すべく組織の者たちを率いて工藤邸を捜索しているシーンが描かれ、これは既に原作とテレビアニメでも、灰原哀（宮野志保）が「二度の調査があってその間が一ヶ月」と証言していたが、本作では二度目の調査が新一の幼児化から「二ヶ月後」と明かされ、宮野志保が幼児化して灰原哀として登場した時点で、第1話から二ヶ月以上経過していたことも判明した。
作中に登場する道具類は現実の時代に合わせて変化する。新一としての連絡手段は、初期には公衆電話や阿笠が発明したイヤリング型携帯電話などを使用していたが、時代が進むにつれて小学生でも携帯電話を所持するようになったことで、携帯電話の使用がメインになった。連載当初は手帳型であった警察手帳も、現実世界で2002年10月1日から警察手帳が新しくなってバッジ型に変わったことに合わせ、バッジ型手帳に変更されている。法律・技術・世相なども発表時点での現実のものに準拠しており、第1話以前の時系列を描いたエピソードでもこれらが踏襲されている。

### コラボレーション
作中には、青山剛昌の他作品のキャラクターが出演することがある。『まじっく快斗』の怪盗キッドはレギュラーといえる存在になっている。同作品からは中森銀三が準レギュラーとして、中森青子と白馬探と黒羽盗一はゲストキャラクターとしての登場経験があり、寺井黄之助は名前は出ないながらもカメオ出演しており、アニメ版ではそれに加え、小泉紅子・桃井恵子といった人物も登場している。
『YAIBA』に関してはYAIBA#名探偵コナンを参照。その他、『4番サード』のキャラクターが、「53,000分の1の悪魔」-「試合終了…!?」に登場した。作者の初期作品『プレイ イット アゲイン』、『夏のサンタクロース』は劇中劇として登場している。これ以外に『サンデー』や『コロコロコミック』の企画によるOVAでの共演もある。「紫紅の爪（パープル・ネイル）」では小五郎が同じ『サンデー』原作の『絶対可憐チルドレン』に登場する人物について言及している場面がある。
青山剛昌の作品以外でも、1996年2月5日放送のアニメ第5話「新幹線大爆破事件」 では、新幹線の乗務員がアンパンマンの名を挙げているほか、2002年7月1日放送の第284話「中華街雨のデジャビュ（前編）」のアニメオリジナルシーンには、同日22時放送開始のテレビドラマ『私立探偵濱マイク』の主人公・濱マイクが、同作主演の永瀬正敏の声で登場した。作品同士のコラボレーションの例としては、サンデー×マガジン創刊50周年企画の一環である『金田一少年の事件簿』との共同漫画誌とゲーム『名探偵コナン&金田一少年の事件簿 めぐりあう2人の名探偵』、東川篤哉の『謎解きはディナーのあとで』とのコラボレーション短編小説『探偵たちの饗宴』がある。
テレビアニメの特番『ルパン三世VS名探偵コナン』、同じく『名探偵コナン 江戸川コナン失踪事件 〜史上最悪の2日間〜』、劇場版『ルパン三世VS名探偵コナン THE MOVIE』の3作品は、『ルパン三世』・『鍵泥棒のメソッド』と世界観を共有した公式クロスオーバー作品となっている。
その他にも、大沢在昌の小説『新宿鮫シリーズ』の鮫島警部や、テレビ朝日のテレビドラマ『相棒』の杉下右京との共演もさせてみたいと青山は考えており、大沢からは人伝に「鮫島を出してもいい」と言われているという。
なお、コラボレーションではないが、「仲の悪いガールズバンド」事件 にはかきふらいの漫画『けいおん!』を意識した要素が盛り込まれたため、アニメ化された際にはファンの間で話題を呼んだ。また、このエピソードは毛利蘭・鈴木園子・世良真純の3人が女子高生バンド結成の相談をするストーリーだが、これと同時期に蘭役の山崎和佳奈・園子役の松井菜桜子・真純役の日髙のり子が実際にアイドルユニット・「backdrops（バックドロップス）」を結成している（原作者の青山と3名との間で連絡したわけではなく、「まったくの偶然」とのこと）。

## 用語解説

### 人物・組織
高校生探偵
警察から事件解決を依頼されることもあり、事件を解決した際には新聞に載るなど世間的にも有名な存在で、事件現場に入ることも警察に許されている。工藤新一、服部平次、世良真純などが該当する。
日本一の高校生探偵を決める「探偵甲子園」なるテレビ番組が企画されたこともあり、その時は服部平次（西の高校生探偵）、白馬探（ロンドンの名探偵。東の高校生探偵工藤新一の代理）、越水七槻（南の高校生探偵）、時津潤哉（北の高校生探偵）が出演した。
黒ずくめの組織（）
新一の体をAPTX4869で小さくしたジンやウォッカが所属する国際的犯罪組織。
APTX4869（）
黒の組織が新開発した毒薬。工藤新一、宮野志保、メアリー・世良のように、極稀に死亡せず体が幼児化することがある。
白乾児（）
中国に実在し、アンチAPTX4869効果を持つ（作中設定）強い酒。体が幼児化している者が風邪にかかっている状態で飲むと、一時的に元の体に戻る作用がある。なお、風邪を治したコナンが再び飲んだ際には効果がなかった（作中では免疫抗体ができたということになっている）。灰原はこの白乾児の成分を参考に、一時的な解毒薬を試作している。
FBI
黒の組織を追っているアメリカの警察組織。ジェイムズ・ブラックを筆頭に、赤井秀一、ジョディ・スターリング、アンドレ・キャメルといった捜査官たちが、黒の組織を追って日本に潜入捜査を行っている。
CIA
FBIとは別に、黒の組織について潜入捜査などを行っているアメリカ最大の諜報機関。アメリカの国益のために活動する機関であるため、捜査の目的はFBIと異なる。イーサン・本堂やアナウンサー「水無怜奈」としての表の顔を持つ本堂瑛海が所属していたが、イーサンは自殺によって殉職。現在は本堂瑛海が「キール」のコードネームで黒の組織に潜入している。
公安警察
日本の警察組織の中でも、国家体制レベルの事案に対応する機関。赤井は「立場は違うが黒の組織にかみ付こうとする狼たち」と評している。殉職した諸伏景光（コードネーム「スコッチ」）も公安警察所属であった。現在は降谷零が「バーボン」のコードネームで黒の組織に潜入している。
少年探偵団
様々な事件解決を目的とした帝丹小学校1年B組の児童で構成される自称の探偵団。メンバーは江戸川コナン・灰原哀・吉田歩美・円谷光彦・小嶋元太の5人。当初は歩美・光彦・元太の3人だけだったが、転入生のコナンと灰原が後に加わった。1年B組担任の小林澄子が顧問を自称している。

### 道具
以下の道具は阿笠博士が開発した発明品。コナンが推理の際に役立てている。
腕時計型麻酔銃
コナンが普段から左腕に所持している腕時計。リューズ型の発射ボタンを押すとガラス面が展開して照準器となり、もう一度ボタンを押すと麻酔針が飛び出し、至近距離にいる生物を眠らせる。主に小五郎などを眠らせて推理を披露する時や犯人を抑制させる際に使用するが、その際を第三者に目撃され、怪しまれる場面が時々ある。また、針は1本しか収納できず、持ち歩いている際には補充できないため、ターゲットではない者に偶然当たるなどしてコナンが焦る場面もある。
麻酔は首などに当たるとほぼ瞬間的に効果が現れるが、服などを介すると効果が現れるまで少々時間がかかる。無機物に命中すると針はそのままだが、生物に命中するとほぼ瞬間的に消滅する描写があり、メカニズムは不明。内蓋を回すと点灯する懐中電灯並みの明るさを持つライトも内蔵されており、後にブラックライト機能が追加された（スイッチは側面のボタン）。基本的に誰でも眠らせることが可能だが、ジンには膝を突かせたものの、銃で腕を撃ち抜いて麻酔針を排出されてしまった。
劇場版第17作『絶海の探偵』では、通常の麻酔銃に衛星電話機能とUSBメモリが追加された「USB付き衛星電話腕時計」が登場。衛星電話の通話中はアンテナの先端が赤く光る。作中で説明されていないが、何らかの方法でUSBメモリ内のデータを別のパソコンや携帯電話に送信可能。
灰原は予備の麻酔銃、少年探偵団のメンバーはコナンの麻酔銃機能がない「腕時計型ライト」を所持している。防水加工が施されているが、30分程度で電池切れ（時計機能も使用不能）となる。
DBバッジ（探偵バッジ）
探偵団が所有しているバッジ。シャーロック・ホームズのシルエットと「DB（DETECTIVE BOYS）」の文字が記されている。内蔵されている超小型トランシーバーと発信機により、半径20キロメートル以内にいるメンバー同士の交信が可能であり、さらに犯人追跡メガネでの受信も可能である。なお、江戸川乱歩の「少年探偵団」シリーズには、「BD (Boys Detective) バッジ」という鉛製のコインが登場する。
劇場版第18作『異次元の狙撃手』では通信感度が良化されたほか、アンテナ先端にLEDライト（発光色は赤と青が選択可能）が追加され、任意の相手のバッジを光らせることが可能になったが、発光中にモスキート音が鳴る不具合がある。
蝶ネクタイ型変声機
阿笠がコナンに最初に提供した発明品。ネクタイの裏に付いているダイヤルを回し、変幻自在に声を変えることができる。一般のボイスチェンジャーなどとは異なり、特定の人物の声質の再現が可能。また、工藤優作が使用音を拾える集音器を使用しており、外見が白いタイプも存在する。多くの場合、小五郎を眠らせた後でこの道具を使用して「眠りの小五郎」として推理を披露するが、小五郎や他に眠らせるのに適した人物がいない場合でも阿笠がいれば、彼の背後から口パクさせる形で推理を披露する。小五郎の声はダイヤルの59番で出せるが、使用頻度の高さゆえに印を付けてあったことから、メアリー・世良に拾われた際には即座に「眠りの小五郎」を再現されてしまった。推理の披露以外には、蘭に新一として電話する手法としても使用されている。また、コナンの声のまま、音量だけを変化させることもできる。
ガーゼマスク版の「マスク型変声機」も存在しており、灰原やコナン、優作が使用している。
蝶ネクタイ型変声機の声を飛ばせる「ボタン型スピーカー」も存在する。推理を披露させる人物の襟首などにシールのように貼り付けることにより、コナンが当人の側にいなくても推理を披露できる。主にコナンが眠らせた人物から離れた場所でトリックの実証を行う場合、あるいは眠らせた人物の周囲に隠れる場所がない際に使用する。なお、スピーカーの回収をどのように行っているかは不明。
劇場版第9作『水平線上の陰謀』には「カフスボタン型スピーカー」が登場し、小五郎がコナンから奪って身につけた。通常のボタン型スピーカーと違い、盗聴機能も備わっている。
ターボエンジン付きスケートボード
太陽電池を使用して走る高速のスケートボード。主に犯人追跡などの用途で使用される。耐荷重性が高く、コナン・小嶋元太・円谷光彦の3人（合計78キログラム）が乗った状態でも、機敏に動いて乗用車を追いかけたり川を越えたりすることができる。アニメオリジナルエピソードでは、この3人に歩美が加わると（合計93キログラム）、自転車にさえ追いつけないという描写もある。
初期の劇場版では壊れやすいことが弱点だったが、その後は強化されており、大胆なアクションシーンでも使用されるようになる。第3作『世紀末の魔術師』でソーラーバッテリーが組み込まれ、昼間に充電をしておけば夜間でも30分程度なら走れるように改良された。
『ルパン三世VS名探偵コナン THE MOVIE』では車輪を格納することでサーフボードのように水上でも走行可能なタイプが登場しており、オリジナルと比べて形や色が大きく異なる。防弾カーボンをボディに仕込んだ防弾仕様となっているが、五ェ門の斬鉄剣による斬撃には耐えられず、真っ二つにされた。
劇場版第15作『沈黙の15分』にはスノーボード版である「ターボエンジン付きスノーボード」が登場した。雪の上なら平地だけでなく坂道も進むことが可能。また、説明されていないが、使用しない時には短くコンパクトにする描写がある。
なお、『まじっく快斗』にキックスクーター型やローラースケート型の同様の道具が存在し、怪盗キッドが使用している。
キック力増強シューズ
コナンが普段履いている赤いスニーカー。側面のスイッチを入れると電気・磁力によって足のツボを刺激し、筋力を高める。電流を使用した時には、靴の側面などから放電を行っている描写がある。レベル「中」でサッカーゴールのネットを突き破って木を真っ二つにしたり、キャベツを蹴って粉々にする ほどの威力を持っている。攻撃のほか、地面を蹴り上げて走る、普段より高く跳躍するといった用途にも使用される。
シューズを使って犯人に物を蹴りつける場合、大抵の者を一撃でノックアウトさせることができ、中には顔面への直撃で歯を折った者も存在する。
伸縮サスペンダー
コナンが普段身に着けているサスペンダー。スイッチを入れるとベルト部分が自由に伸縮し、ボタン1つで重い扉を開ける、スリングショットの要領で物を飛ばす武器としても使用可能なほど強力である。ベルト部分は強靱で、劇中では一度もちぎれていない。着用していない場合もあるが、普段から持ち歩いてはいる模様
原作で伸縮機能を使ったのは初登場時のみであるが、アニメオリジナルストーリー・劇場版では度々使用される。劇場版第13作『漆黒の追跡者』では、100メートルまでの伸長が可能になった。
犯人追跡メガネ
コナンが普段かけているメガネ。コナンの素顔が新一の幼少時代と同じであることを隠すための伊達眼鏡。左のツルにあるスイッチを入れるとフレームの左側にあるアンテナが伸び、左レンズに半径20キロメートル以内の発信機の現在地がレーダーで映る（HUDに近い）。劇場版第5作『天国へのカウントダウン』で右レンズに赤外線望遠鏡機能が追加され、後に原作でも使用された。右のツルの先端には盗聴器、左のツルの先端には集音器が付いている。灰原はスペアの眼鏡を所持している。
充電式ゆえにバッテリーの持ち時間が短いのが弱点であり、肝心な時にバッテリー切れを起こすことも多い。また、眼鏡ゆえの衝撃への脆弱さも抱えている。
劇場版では様々な機能が追加されており、第21作『から紅の恋歌』では携帯電話のGPSを受信出来るようになった。第25作『ハロウィンの花嫁』ではカメラ機能が追加された。左目レンズを使用し、モニターは発信機の位置表示と同じだが、右上に●RECの表示がされており、レンズ越しの視界を撮影できる。さらに、撮影中の映像を外部に送信することも可能なようで、劇中では警察車両の監視画面に発信元を特定させずに送信している。望遠レンズにもマルチ機能が搭載されており、第12作『戦慄の楽譜』ではサーモグラフィー機能が、劇場版第18作『異次元の狙撃手』では暗視モードが追加された。このほか、第3作『世紀末の魔術師』では目を狙い撃つスコーピオンへの対応策として、「特別製の硬質ガラス」へのバージョンアップが施された。
犯人追跡メガネと同時に阿笠が発明した「犯人追跡メガネ発信機」も存在する。普段はコナンのジャケットのボタンについており、裏面がシールになっているためどこでも容易に取り付けられる。初期は1枚タイプだったが、その後は10枚ほどめくれるタイプに改良された。半径20キロメートルまで探知可能。なお、盗聴機能付きのタイプやボタン型のものも登場している。
どこでもボール射出ベルト
コナンが普段身に着けているベルト。一見ただのベルトに見えるが、ダイヤルを合わせてボタンを押すと伸縮自在の特殊なゴムにガスが注入され、バックル部分からサッカーボールが射出される。ゴムの性質上ベルトから離れると10秒程度しか形を保っていられないが、即席の武器としては非常に有効。注入するガスの量次第でボールの大きさがアドバルーン大にもなり、狭い場所で犯人の動きを封じたり、高所から落下した際に衝撃吸収のクッション代わりに利用したりすることが可能。利便性の高さ故に、ベルトをしていなかったことが原因でコナンが窮地に陥った例もある。なお、劇中では明言されていないが、1つのベルトから複数の種類のボールを射出することもできるようで、コナンが使用後にボールを回収するシーンも見られる。
劇場版では高い応用力を見せるシーンが多く、第14作『天空の難破船』では、ボールを巨大気球並の大きさにまで膨らませ、明石海峡大橋と接触させることで飛行船の軌道を無理やり変えている。第15作『沈黙の15分』では、雪崩に巻き込まれたコナンが居場所を知らせるためにボールを打ち上げた。第19作『業火の向日葵』では、アドバルーンの機能を生かすことにより、力尽きて湖に沈みかけたコナンを浮上させている。また、第18作『異次元の狙撃手』からは、サッカーボールとは別に蹴り上げると花火のように光りながら爆発する「花火ボール」を射出できるようになった。
弁当型携帯FAX
コナン曰く「市販のFAXを弁当箱に取り付けただけの代物」。ご飯部分の梅干しが起動スイッチになっている。おかずは本物で、阿笠の手作りである模様。10時間ごとに充電しないと使用不可能なのが難点で、本編では1度しか登場していないが、スピンオフ作品「犯人の犯沢さん」においてはその奇抜さをネタにされている。
イヤリング型携帯電話
イヤリング型の小型携帯電話。蝶ネクタイ型変声機の音を飛ばすことが可能。コナンが新一の声で事件の真相を伝えることで、蘭に探偵役を頼んだ際にも使用している。第31巻から第33巻では毎巻登場していたが、携帯電話の普及を経て、コナン達がスマートフォンを所有した2013年以降は使用されていない。
ボイスレコチェンジャー
自分の声を録音可能で、子供の声から大人の声まで出せるペン。蝶ネクタイ型変声機の玩具版であり、コナン・灰原以外の少年探偵団の全員が所持している。一般販売するためにバンダイの特殊科学班と共同開発した物で、阿笠はこの発明で多額の契約金を得た。アニメでは仮面ヤイバーが描かれたカード型の道具に変更されており、名前も「ヤイバーレコチェンジャー」となっている。
チョーカー型変声機
赤井を沖矢昴に変装させる際に使用された変声機。外見は普通のチョーカーで、服のハイネックによって隠れるほどの大きさである。首に巻き、喉の振動を利用して自在に声を変えられる。元々はストーカーの迷惑電話対策として近所の住人に販売していたものだが、後に販売中止となった。
ノート型電子マップ
外見は普通の算数ノートでデータの絞り込みなどが可能。原作未登場で、特別編第1巻File.2「誘拐」およびそれを原作としたアニメ第86話「誘拐現場特定事件」でのみ登場。

### 舞台・施設
作品の主な舞台は東京都内の架空の町や施設で、多くの名称は推理小説に由来している。
米花町（べいかちょう）
東京都米花市米花区 の町。主要人物の多くが住む。2丁目には新一と阿笠博士の家が、5丁目には毛利探偵事務所や喫茶ポアロが存在する。東京都南部の城南エリアに存在することが示唆されている。
作中で舞台になることが多く、米花博物館や米花公会堂・米花水族館・米花スタジアム・米花シティホールなどのほか、ホテルや百貨店、刑務所など様々な施設が登場する。米花大学という大学があり、小五郎や妃英理の出身校である。
町名の由来は、コナン・ドイルの小説『シャーロック・ホームズシリーズ』の主人公、シャーロック・ホームズの住む街としてある実在の町、ベイカー・ストリート。工藤家の住所である2丁目21番地もホームズの住所 (221B) が由来で、「米」がイギリス国旗のユニオンジャックに似ているために使用している。
毛利探偵事務所（もうりたんていじむしょ）
米花町5丁目で、毛利小五郎が経営している私立探偵事務所。ビルは小五郎の持ちビルで3階建て、1階に喫茶ポアロ、2階に探偵事務所、3階に毛利家の居住スペースが存在する。
喫茶ポアロ（きっさポアロ）
毛利探偵事務所の下に構えられている喫茶店。名前の由来はエルキュール・ポアロで、推理好きのマスターが名付けた。現在は榎本梓や安室透らが勤務している。
あだち充の漫画『タッチ』に登場する喫茶店「南風」がモデルとなっている。
堤無津川（ていむずがわ）
米花町を流れる川。川辺の会場で行われた「堤無津川凧揚げ大会」に参加したコナンたち少年探偵団は、ここで殺人事件に巻き込まれた。なお、劇場版第1作『時計じかけの摩天楼』では堤向津川緑地公園で爆発事件が起きており、堤向津川（）という同名の別の川が存在する。
名前の由来は、『シャーロック・ホームズシリーズ』に登場する実在の川・テムズ川。
米花いろは寿司（べいかいろはずし）
毛利探偵事務所のあるビルに隣接する寿司屋。脇田兼則が板前として勤めている。
客足は少なめで、小五郎も競馬で当てた時しか来店しない。寿司は「並」「上」「特上」の三段階で、他に海鮮ちらしやサンマの塩焼きもあり、魚介類以外ではあんみつなども取り扱っている。桶での出前も受け付けている。
ラーメン小倉（ラーメンおぐら）
米花町にあるラーメン屋。初登場時は杯戸町に店を構えていたが、店で殺人事件が発生したのを機に米花町に移転した。従業員は、店主の小倉功雅と大橋 彩代の2名。
名物は大量のメンマを盛り付けた「閻魔大王（えんまだいおう）ラーメン」。コナン達も認める絶品だが、店を20年間で一度も改装しておらず、登場当初は1日に数人しか客が来ないほど寂れた状態だった。移転後は、真純をはじめとするコナンの周囲の人々が店の常連客になっている。
何者かに監禁された秀吉を助けるために、赤井秀一がコナンと合流する際の待ち合わせ場所として「ラーメン小倉」を使用したことがある。
帝丹小学校（ていたんしょうがっこう）
コナンや少年探偵団が通う小学校。創立以来40年近く経過しており、もはやまともに使われていない倉庫すら存在する。現在の校舎は使われ始めて30年が経過しており、新一と蘭はここの卒業生である。
校長は植松竜司郎、1年B組担任は小林澄子。新出智明は帝丹小学校と高校の校医を兼任している。
名前の「帝丹」（）は「探偵」（）のアナグラムである。
帝丹高校（ていたんこうこう）
新一や蘭たちが通う高校。小五郎や妃英理、工藤有希子はここの卒業生である。
FBI捜査官のジョディ・スターリングは、潜入捜査のために一時期帝丹高校で英語教師をしていた。
『コナンドリル』では名家の令嬢、著名人やその子弟が在籍、輩出していることから帝丹と名のつく私立学校グループで幼中高大一貫校でエスカレータ方式で進学できる説を提唱している。
妃法律事務所（きさきほうりつじむしょ）
英理の経営する法律事務所。秘書として栗山緑が勤務している。
警視庁（）
東京都警察の本部。目暮警部をはじめとする多くの刑事・警官が所属する。
トロピカルランド
第1話や劇場版第4作『瞳の中の暗殺者』などの舞台である遊園地。志摩スペイン村がモデルである。
杯戸町（はいどちょう）
東京都内の町。杯戸シティホテルや杯戸中央病院・杯戸公園がある。海に面しており、杯戸港（）という港も存在する。
町名の由来は、『シャーロック・ホームズシリーズ』やロバート・ルイス・スティーヴンソンの小説『ジキル博士とハイド氏』に登場する実在の公園ハイド・パーク。
アニメオリジナルストーリーで1年前に成瀬市を併合した杯戸市 も存在するが、杯戸町との関係は不明。
西多摩市（にしたまし）
東京都内の市。原作だけでなく劇場版作品においても何度か名前が登場することがある。第1作『時計じかけの摩天楼』では新一が市長の交通事故の真相を暴いたことが明らかにされ、市長が進めていたニュータウン計画が白紙になった。第5作『天国へのカウントダウン』の舞台となる日本一高い319メートルと294メートルのツインタワービルや第12作『戦慄の楽譜』で登場する音楽の森・堂本アカデミー音楽ホール、第14作『天空の難破船』でテロ組織による襲撃を受け、爆破された国立微生物研究所が存在する。
来葉峠（らいはとうげ）
FBI捜査官の赤井秀一がキール（本堂瑛海）に射殺されたように偽装された場所。
峠の名の由来は、シャーロック・ホームズが『最後の事件』で宿敵モリアーティ教授とともに崖から落ちて死んだとされるライヘンバッハの滝。
日売テレビ（にちうりテレビ）
作中世界に存在するテレビ局。原作・アニメでは東京にあるが、大阪や京都が舞台の劇場版第21作『から紅の恋歌』と大阪が舞台のスペシャルアニメ『大怪獣ゴメラVS仮面ヤイバー』では大阪にも日売テレビが存在する。社名は日本テレビと読売テレビにちなむ。
東都環状線（とうとかんじょうせん）
劇中で登場する鉄道。劇場版第1作『時計じかけの摩天楼』で初登場した。「TR」が運行している。駅名は山手線のものをモチーフにしたもの（例：「有楽町」→「無楽町」など）になっているものがあるが、ミステリーツアーなどJRとのタイアップが組まれるエピソードでは実際の山手線が登場する。車両は初期は外観が205系（シルバーに青いライン）、アニメ第599話「セイギノミカタ」ではE231系（実際の山手線と同色）となっている。
東都タワー（とうとタワー）
原作エピソード「揺れる警視庁～1200万人の人質～」や、劇場版第13作『漆黒の追跡者』の舞台。前者のエピソードが収録された単行本36巻の表紙には、東京タワーの写真が掲載されている。
東都ベルツリータワー（とうとベルツリータワー）
劇場版第18作『異次元の狙撃手』の舞台。ベルツリータワーやベルツリーなどとも呼ばれる。モデルは東京スカイツリーであり同作では635メートルの設定だが、原作ではモデルと同じ634メートルとの発言がある。ベルツリーは鈴木を英語読みにしたもので、鈴木財閥によって建設された。
なお、第14作『天空の難破船』にも「ベルツリータワー」という名の建物は登場しているが、そのベルツリータワーは大阪南港にあるという設定になっており、外観も違う。
東都スタジアム（とうとスタジアム）
劇場版第16作『11人目のストライカー』の舞台。『ルパン三世VS名探偵コナン THE MOVIE』では『11人目のストライカー』で爆破された設定を引き継いで改修が完了しており、エミリオ・バレッティのライブ会場として登場する。

## 関連作品

### 特別編
『名探偵コナン 特別編』（めいたんていコナン とくべつへん）は原作とは一線を画したオリジナルストーリー。
かつては小学館の学年別学習雑誌『小学三年生』(1997年4月号-1998年3月号)(『小学四年生』(1996年3月号-2012年3月号)『小学五年生』(1996年4月号-2010年3月号)『小学六年生』(1996年5月号-2004年2・3合併号)にて連載されていたが、3誌ともに全て休刊となったため、2021年現在は『月刊コロコロイチバン!』で連載されている。単行本はてんとう虫コミックスにて発刊。また、小五・小六の後継誌『GAKUMANplus（2011年に休刊）』でも学習漫画「名探偵コナン 推理ファイル」が連載されていた。
アニメ化されたのは第86話「誘拐現場特定事件」・第113話「白い砂浜殺人事件」の2話のみである。ただし、一部事件のトリックは本堂瑛祐の設定、劇場版第7作『迷宮の十字路』に用いられている。原作者・青山剛昌は原案となり、作画は以下の3組にて行われている。
山㟁栄一
青山のアシスタントであり、原作でもモブキャラを描いている。アニメ化された2エピソードは、どちらも山㟁のもの。原作では蘭や小五郎、少年探偵団ら他の人物と行動をともにすることが多いコナンだが、山㟁の作品ではコナンが単独で行動し、事件を解決していく場合が多い。なお、山㟁の作品には灰原は登場していない。「推理ファイル」の単行本としては『環境の謎』を執筆。
阿部ゆたか・丸伝次郎/プロット：平良隆久
当初は少女漫画のような絵だったが、第23巻終盤より原作に近い絵柄になり、服部平次など準レギュラーキャラも登場するようになった。しばしばキャラクターの設定が原作とずれていることがある。2010年には特別編としては初めてコンビニコミック版が発売された。「推理ファイル」の単行本としては『地球の謎』『日本史の謎』1 - 4巻、丸伝次郎のみで『江戸の謎』『エジプトの謎』を執筆。特別編に登場したオリジナルキャラも登場する。
学年誌の休刊後は『週刊少年サンデーS』で劇場版のコミカライズを中心に連載中。
太田勝と江古田探偵団 → 太田勝・窪田一裕
山㟁、阿部・丸版と異なり、初期から服部平次や怪盗キッドなど原作のキャラが多く登場しており、特に少年探偵団の出番が多い。また、窃盗などの殺人以外の事件や、事件ではなくコナンたちが謎解きのイベントやゲーム感覚の暗号に挑戦する回もある。学年誌連載時には、劇場版第7作『迷宮の十字路』以降、映画の公開時期に合わせて題材などを似せたオリジナルストーリーを掲載していた。「推理ファイル」の単行本としては『恐竜の謎』『昆虫の謎』『人類の謎』を執筆。
2012年ごろから『ちゃお』にて『ナゾトキ姫は名探偵♥』（阿南まゆき）とのコラボレーション読切で名探偵コナンパートの作画を担当している。
学年誌の休刊後は掲載紙を『月刊コロコロイチバン!』に移して連載中。

### 犯人の犯沢さん
『名探偵コナン 犯人の犯沢さん』（めいたんていコナン はんにんのはんざわさん）は、原作での犯人をパロディ化した「犯沢さん」が主人公のコメディ漫画。

### 日本史探偵コナン
『日本史探偵コナン』（にほんしたんていコナン）はオールカラーの歴史漫画（学習漫画）シリーズ。

### ゼロの日常
『名探偵コナン ゼロの日常』（めいたんていコナン  ゼロのティータイム）は安室透が主人公の漫画。

### 警察学校編
『名探偵コナン 警察学校編 Wild Police Story』（めいたんていコナン けいさつがっこうへん ワイルドポリスストーリー）は、降谷零、松田陣平、伊達航、諸伏景光、萩原研二の警察学校時代を描いた漫画。

### キャンティのLAST SUPPER
『名探偵コナン キャンティのLAST SUPPER ～最後の晩餐～』（めいたんていコナン キャンティのラストサパー さいごのばんさん）は、少年サンデー2025年21・22合併号に1話読切として掲載された、漫画家のBoichiによるスピンオフ作品。 黒の組織のメンバー、キャンティが主人公を務める。

## 書誌情報

### 単行本
『名探偵コナン』（青山剛昌）は小学館・少年サンデーコミックスから発売されている。既刊107巻（2025年4月現在）。裏表紙では、鍵穴の中にキャラクターが描かれている。カバー折り返しでは、「青山剛昌の名探偵図鑑」と題した、作者である青山剛昌によって選定された「名探偵」の紹介文が掲載されている。ここでは名探偵の名前、職業、青山のお薦め作品、原作者の順に記載する。

### 特別編集コミックス
| タイトル                                    | 巻                                          | 発売日         | ISBN              |
| ------------------------------------------- | ------------------------------------------- | -------------- | ----------------- |
| 名探偵コナンからの挑戦状!!                  | 1                                           | 2002年8月5日   | 4-09-124715-6     |
| 名探偵コナンからの挑戦状!!                  | 2                                           | 2003年8月5日   | 4-09-124719-9     |
| 名探偵コナンからの挑戦状!!                  | 3                                           | 2008年12月27日 | 978-4-09-121560-4 |
| 名探偵コナン 対決怪盗キッド編               | 名探偵コナン 対決怪盗キッド編               | 2004年4月5日   | 4-09-127761-6     |
| 名探偵コナン×まじっく快斗編                 | 名探偵コナン×まじっく快斗編                 | 2010年3月26日  | 978-4-09-122255-8 |
| 名探偵コナンvs．怪盗キッド                  | 名探偵コナンvs．怪盗キッド                  | 2010年4月2日   | 978-4-09-122254-1 |
| 名探偵コナン 〜ファン投票セレクション〜     | 名探偵コナン 〜ファン投票セレクション〜     | 2011年4月1日   | 978-4-09-123026-3 |
| 名探偵コナン 〜メインキャストセレクション〜 | 名探偵コナン 〜メインキャストセレクション〜 | 2011年4月11日  | 978-4-09-123604-3 |
| 名探偵コナン サッカーセレクション           | 名探偵コナン サッカーセレクション           | 2012年4月27日  | 978-4-09-123027-0 |
| 名探偵コナン ロマンチックラバーズ           | 名探偵コナン ロマンチックラバーズ           | 2013年4月8日   | 978-4-09-124276-1 |
| 名探偵コナン FBIセレクション                | 名探偵コナン FBIセレクション                | 2014年4月18日  | 978-4-09-124680-6 |
| 名探偵コナンvs．怪盗キッド 完全版 新装版    | 1                                           | 2014年10月17日 | 978-4-09-125542-6 |
| 名探偵コナンvs．怪盗キッド 完全版 新装版    | 2                                           | 2014年10月17日 | 978-4-09-125543-3 |
| 名探偵コナン ダブルフェイスセレクション     | 名探偵コナン ダブルフェイスセレクション     | 2015年4月17日  | 978-4-09-126063-5 |
| 名探偵コナンvs．黒ずくめの男達              | 1                                           | 2009年6月18日  | 978-4-09-121752-3 |
| 名探偵コナンvs．黒ずくめの男達              | 2                                           | 2015年12月18日 | 978-4-09-126686-6 |
| 名探偵コナンvs．黒ずくめの男達              | 3                                           | 2016年4月15日  | 978-4-09-127190-7 |
| 名探偵コナンvs．黒ずくめの男達              | 4                                           | 2023年4月12日  | 978-4-09-852045-9 |
| 名探偵コナン ロマンチックセレクション       | 1                                           | 2011年4月1日   | 978-4-09-123024-9 |
| 名探偵コナン ロマンチックセレクション       | 2                                           | 2016年2月23日  | 978-4-09-127029-0 |
| 名探偵コナン ロマンチックセレクション       | 3                                           | 2016年12月16日 | 978-4-09-127476-2 |
| 名探偵コナン 平次＆和葉セレクション         | 名探偵コナン 平次＆和葉セレクション         | 2017年4月12日  | 978-4-09-127626-1 |
| 名探偵コナン 絶体絶命セレクション           | 名探偵コナン 絶体絶命セレクション           | 2017年7月18日  | 978-4-09-127740-4 |
| 名探偵コナン 安室透セレクション             | 名探偵コナン 安室透セレクション             | 2018年4月11日  | 978-4-09-128282-8 |
| 名探偵コナン 京極真セレクション             | 名探偵コナン 京極真セレクション             | 2019年3月18日  | 978-4-09-129110-3 |
| 名探偵コナン 赤井秀一セレクション           | 名探偵コナン 赤井秀一セレクション           | 2020年4月15日  | 978-4-09-850108-3 |
| 名探偵コナン 赤井ファミリーセレクション     | 名探偵コナン 赤井ファミリーセレクション     | 2020年4月15日  | 978-4-09-850107-6 |
| 名探偵コナン 灰原哀セレクション             | 上                                          | 2021年4月14日  | 978-4-09-850544-9 |
| 名探偵コナン 灰原哀セレクション             | 下                                          | 2021年4月14日  | 978-4-09-850545-6 |
| 名探偵コナン 工藤新一セレクション           | 1                                           | 2021年10月18日 | 978-4-09-850744-3 |
| 名探偵コナン 工藤新一セレクション           | 2                                           | 2021年10月18日 | 978-4-09-850745-0 |
| 名探偵コナン 警察学校セレクション           | 名探偵コナン 警察学校セレクション           | 2022年4月13日  | 978-4-09-851098-6 |

### スーパーダイジェストブック（SDB）
| 巻           | 発売日         | ISBN              |
| ------------ | -------------- | ----------------- |
| 10+          | 2003年1月18日  | 4-09-124716-4     |
| 20+          | 2003年3月18日  | 4-09-124717-2     |
| 30+          | 2003年4月18日  | 4-09-124718-0     |
| 40+          | 2006年2月17日  | 4-09-120020-6     |
| 50+          | 2014年4月18日  | 978-4-09-124681-3 |
| 60+          | 2014年5月16日  | 978-4-09-124693-6 |
| 70+          | 2014年7月18日  | 978-4-09-125199-2 |
| 80+          | 2015年4月17日  | 978-4-09-126060-4 |
| 90+          | 2017年4月12日  | 978-4-09-127625-4 |
| 100+         | 2022年4月13日  | 978-4-09-851099-3 |
| BLACK PLUS   | 2018年12月18日 | 978-4-09-128747-2 |
| LOVE PLUS    | 2019年12月18日 | 978-4-09-129529-3 |
| JUSTICE PLUS | 2021年4月14日  | 978-4-09-850543-2 |
| RECIPE PLUS  | 2021年12月17日 | 978-4-09-850746-7 |

### 少年サンデーブックス
| タイトル                          | 発売日       | ISBN          |
| --------------------------------- | ------------ | ------------- |
| コナンドリル オフィシャル・ブック | 2003年4月9日 | 4-09-179402-5 |
| 名探偵コナン VS 怪盗キッド 完全版 | 2004年4月2日 | 4-09-179404-1 |

### イラスト集
| タイトル                                                           | 発売日        | ISBN              |
| ------------------------------------------------------------------ | ------------- | ----------------- |
| 名探偵コナン カラーイラスト全集 THE COMPLETE COLOR WORKS 1994-2002 | 2003年5月1日  | 4-09-199891-7     |
| 名探偵コナン カラーイラスト全集 THE COMPLETE COLOR WORKS 1994-2015 | 2016年4月22日 | 978-4-09-199044-0 |

### その他の書籍
| タイトル                                      | 発売日         | ISBN              |
| --------------------------------------------- | -------------- | ----------------- |
| 名探偵コナンの探偵入門                        | 2014年4月16日  | 978-4-09-230361-4 |
| 名探偵コナンの探偵入門vs.怪盗編               | 2015年4月15日  | 978-4-09-230365-2 |
| 東大松丸式 名探偵コナンナゾトキ探偵団         | 2019年12月11日 | 978-4-09-259169-1 |
| 東大松丸式 名探偵コナンナゾトキ事件ファイル   | 2021年8月25日  | 978-4-09-259195-0 |
| 名探偵コナンのプログラミング入門              | 2023年2月22日  | 978-4-09-227270-5 |
| 東大松丸式 名探偵コナン解決ナゾトキ           | 2023年4月24日  | 978-4-09-259216-2 |
| 東大松丸式 名探偵コナンナゾトキ推理ダイアリー | 2024年6月5日   | 978-4-09-259230-8 |

### 廉価版
- My First BIG 名探偵コナン 廉価版 （毎月刊行中）

## アニメ

### テレビアニメ
1996年1月8日から読売テレビ・日本テレビ系列で放送されているテレビアニメ作品。制作は読売テレビとトムス・エンタテインメント。日本テレビ系列における、全国同時ネット放送の30分レギュラーアニメ番組としては最長寿作品である。

### 劇場版アニメ
1997年4月19日から、2020年をのぞき毎年4月に公開されている劇場版アニメ作品。配給は東宝。これまでに28作品が公開されている。

#### 作品リスト
| 通番   | 題名                   | 公開日        | 監督                                  | 脚本     | 音楽     | 主題歌                         | 歌手                | ゲスト声優                     | 興行収入  | 観客動員数 | 配給収入 | 漫画化 | 小説化 |
| ------ | ---------------------- | ------------- | ------------------------------------- | -------- | -------- | ------------------------------ | ------------------- | ------------------------------ | --------- | ---------- | -------- | ------ | ------ |
| 第1作  | 時計じかけの摩天楼     | 1997年4月19日 | こだま兼嗣                            | 古内一成 | 大野克夫 | Happy Birthday                 | 杏子                | 2丁拳銃                        | 11億円    | 100万人    | 6.1億円  | 済     | 未     |
| 第2作  | 14番目の標的           | 1998年4月18日 | こだま兼嗣                            | 古内一成 | 大野克夫 | 少女の頃に戻ったみたいに       | ZARD                | 海原やすよ ともこ              | 18.5億円  | 161万人    | 10.5億円 | 未     | 未     |
| 第3作  | 世紀末の魔術師         | 1999年4月17日 | こだま兼嗣                            | 古内一成 | 大野克夫 | ONE                            | B'z                 | -                              | 26億円    | 216万人    | 14.5億円 | 済     | 済     |
| 第4作  | 瞳の中の暗殺者         | 2000年4月22日 | こだま兼嗣                            | 古内一成 | 大野克夫 | あなたがいるから               | 小松未歩            | -                              | 25億円    | 213万人    | -        | 未     | 済     |
| 第5作  | 天国へのカウントダウン | 2001年4月21日 | こだま兼嗣                            | 古内一成 | 大野克夫 | always                         | 倉木麻衣            | -                              | 29億円    | 247万人    | -        | 済     | 済     |
| 第6作  | ベイカー街の亡霊       | 2002年4月20日 | こだま兼嗣                            | 野沢尚   | 大野克夫 | Everlasting                    | B'z                 | -                              | 34億円    | 294万人    | -        | 未     | 未     |
| 第7作  | 迷宮の十字路           | 2003年4月19日 | こだま兼嗣                            | 古内一成 | 大野克夫 | Time after time 〜花舞う街で〜 | 倉木麻衣            | -                              | 32億円    | 273万人    | -        | 済     | 済     |
| 第8作  | 銀翼の奇術師           | 2004年4月17日 | 山本泰一郎                            | 古内一成 | 大野克夫 | Dream×Dream                    | 愛内里菜            | -                              | 28億円    | 242万人    | -        | 済     | 済     |
| 第9作  | 水平線上の陰謀         | 2005年4月9日  | 山本泰一郎                            | 古内一成 | 大野克夫 | 夏を待つセイル（帆）のように   | ZARD                | -                              | 21.5億円  | 185万人    | -        | 未     | 済     |
| 第10作 | 探偵たちの鎮魂歌       | 2006年4月15日 | 山本泰一郎                            | 柏原寛司 | 大野克夫 | ゆるぎないものひとつ           | B'z                 | -                              | 30.3億円  | 255万人    | -        | 未     | 済     |
| 第11作 | 紺碧の棺               | 2007年4月21日 | 山本泰一郎                            | 柏原寛司 | 大野克夫 | 七つの海を渡る風のように       | 愛内里菜 &三枝夕夏  | -                              | 25.3億円  | 214万人    | -        | 未     | 済     |
| 第12作 | 戦慄の楽譜             | 2008年4月19日 | 山本泰一郎                            | 古内一成 | 大野克夫 | 翼を広げて                     | ZARD                | 山里亮太 坂下千里子 西尾由佳理 | 24.2億円  | 204万人    | -        | 未     | 済     |
| 第13作 | 漆黒の追跡者           | 2009年4月18日 | 山本泰一郎                            | 古内一成 | 大野克夫 | PUZZLE                         | 倉木麻衣            | DAIGO                          | 35億円    | 298万人    | -        | 済     | 済     |
| 第14作 | 天空の難破船           | 2010年4月17日 | 山本泰一郎                            | 古内一成 | 大野克夫 | Over Drive                     | GARNET CROW         | 大橋のぞみ 優木まおみ          | 32億円    | 272万人    | -        | 済     | 済     |
| 第15作 | 沈黙の15分             | 2011年4月16日 | 山本泰一郎（総監督） 静野孔文（監督） | 古内一成 | 大野克夫 | Don't Wanna Lie                | B'z                 | 渡部陽一 宮根誠司              | 31.5億円  | 267万人    | -        | 済     | 済     |
| 第16作 | 11人目のストライカー   | 2012年4月14日 | 山本泰一郎（総監督） 静野孔文（監督） | 古内一成 | 大野克夫 | ハルウタ                       | いきものがかり      | 桐谷美玲                       | 32.9億円  | 277万人    | -        | 未     | 済     |
| 第17作 | 絶海の探偵             | 2013年4月20日 | 静野孔文                              | 櫻井武晴 | 大野克夫 | ワンモアタイム                 | 斉藤和義            | 柴咲コウ                       | 36.3億円  | 302万人    | -        | 済     | 済     |
| 第18作 | 異次元の狙撃手         | 2014年4月19日 | 静野孔文                              | 古内一成 | 大野克夫 | ラブサーチライト               | 柴咲コウ            | 福士蒼汰 パトリック・ハーラン  | 41.1億円  | 334万人    | -        | 済     | 済     |
| 第19作 | 業火の向日葵           | 2015年4月18日 | 静野孔文                              | 櫻井武晴 | 大野克夫 | オー!リバル                    | ポルノ グラフィティ | 榮倉奈々 知英                  | 44.8億円  | 359万人    | -        | 済     | 済     |
| 第20作 | 純黒の悪夢             | 2016年4月16日 | 静野孔文                              | 櫻井武晴 | 大野克夫 | 世界はあなたの色になる         | B'z                 | 天海祐希                       | 63.3億円  | 495万人    | -        | 済     | 済     |
| 第21作 | から紅の恋歌           | 2017年4月15日 | 静野孔文                              | 大倉崇裕 | 大野克夫 | 渡月橋 〜君 想ふ〜             | 倉木麻衣            | 吉岡里帆 宮川大輔              | 68.9億円  | 537万人    | -        | 済     | 済     |
| 第22作 | ゼロの執行人           | 2018年4月13日 | 立川譲                                | 櫻井武晴 | 大野克夫 | 零 -ZERO-                      | 福山雅治            | 上戸彩 博多大吉 諸國沙代子     | 91.8億円  | 687万人    | -        | 済     | 済     |
| 第23作 | 紺青の拳               | 2019年4月12日 | 永岡智佳                              | 大倉崇裕 | 大野克夫 | BLUE SAPPHIRE                  | HIROOMI TOSAKA      | 山崎育三郎 河北麻友子          | 93.7億円  | 722万人    | -        | 済     | 済     |
| 第24作 | 緋色の弾丸             | 2021年4月16日 | 永岡智佳                              | 櫻井武晴 | 大野克夫 | 永遠の不在証明                 | 東京事変            | 浜辺美波                       | 76.5億円  | 538万人    | -        | 済     | 済     |
| 第25作 | ハロウィンの花嫁       | 2022年4月15日 | 満仲勧                                | 大倉崇裕 | 菅野祐悟 | クロノスタシス                 | BUMP OF CHICKEN     | 白石麻衣                       | 97.8億円  | 699万人    | -        | 済     | 済     |
| 第26作 | 黒鉄の魚影             | 2023年4月14日 | 立川譲                                | 櫻井武晴 | 菅野祐悟 | 美しい鰭                       | スピッツ            | 沢村一樹                       | 138.8億円 | 978万人    | -        | 済     | 済     |
| 第27作 | 100万ドルの五稜星      | 2024年4月12日 | 永岡智佳                              | 大倉崇裕 | 菅野祐悟 | 相思相愛                       | aiko                | 大泉洋                         | 158.0億円 | 1101万人   | -        | 済     | 済     |
| 第28作 | 隻眼の残像             | 2025年4月18日 | 重原克也                              | 櫻井武晴 | 菅野祐悟 | TWILIGHT!!!                    | King Gnu            | 山田孝之 山下美月              |           |            | -        | 未     | 済     |

| 通番  | 題名                                    | 公開日        | 脚本     | 主題歌 | 歌手  | 興行収入 | 観客動員数 |
| ----- | --------------------------------------- | ------------- | -------- | ------ | ----- | -------- | ---------- |
| 第1作 | 緋色の不在証明                          | 2021年2月11日 | 宮下隼一 | -      | -     | 12.4億円 |            |
| 第2作 | 灰原哀物語 〜黒鉄のミステリートレイン〜 | 2023年1月6日  | 宮下隼一 | -      | -     | 7.3億円  |            |
| 第3作 | 名探偵コナン vs. 怪盗キッド             | 2024年1月5日  | 宮下隼一 | 大胆   | WANDS |          |            |

| 通番  | 題名                               | 公開日        | 監督   | 脚本   | 主題歌 | 歌手 | 興行収入 | 観客動員数 |
| ----- | ---------------------------------- | ------------- | ------ | ------ | ------ | ---- | -------- | ---------- |
| 第1作 | ルパン三世VS名探偵コナン THE MOVIE | 2013年12月7日 | 亀垣一 | 前川淳 |        |      | 42.6億円 | 308万人    |

### OVA
週刊少年サンデーの『名探偵コナン応募者全員サービス』と、映画とリンクしたストーリーを収録した「MAGIC FILE」・「BONUS FILE」の2シリーズ、計17作のOVAが製作・発売されている。

## テレビドラマ
2006年から読売テレビ・日本テレビ系列で放送されていたテレビドラマ作品。
放送されるエピソードは、全ての回で工藤新一が主人公となっている。

## 小説
挿画は#漫画ノベライズを除いて、小説オリジナルストーリーのノベライズとドラマ版のノベライズは青山のアシスタントでもある谷・阿部・山㟁のイラストが、#アニメノベライズはアニメのイラストが用いられている。また、アニメ版ノベライズはそれぞれのアニメエピソードに付け加えられた描写があり、ドラマ版ノベライズはアニメ版以上にその部分が多く、特に2011年〜2012年のドラマ版ノベライズは事件・人物名などはドラマと同じだが、物語は小説オリジナルの展開でドラマに出なかった原作やアニメの細部設定も描かれている。

### 小説オリジナル
- 原作：青山剛昌、小説・挿絵：谷豊、小学館
  - 小説 名探偵コナン 甲州埋蔵金伝説（2005年4月6日、ISBN 4-09-121706-0）
  - 小説 名探偵コナン 殺人交響曲（シンフォニー）（2006年2月17日、ISBN 4-09-120308-6）
- 原作：青山剛昌、小説：平良隆久　挿絵：阿部ゆたか
  - 小説 名探偵コナン 江神原の魔女（ウィッチ）（2008年7月11日、ISBN 978-4-09-121426-3）

### ドラマノベライズ
- 原作：青山剛昌、ドラマシナリオ：渡邉睦月、小説：平良隆久、挿絵：山㟁栄一、小学館
  - 小説 名探偵コナン 特別編 工藤新一への挑戦状〜さよならまでの序章（プロローグ）〜（2006年9月25日、ISBN 4-09-120689-1）
  - 小説 名探偵コナン 特別編 工藤新一の復活！ 〜黒の組織との対決（コンフロンティション）〜（2007年12月12日、ISBN 978-4-091-21255-9）
- 原作：青山剛昌、ドラマシナリオ：秦建日子、小説：平良隆久、挿絵：阿部ゆたか、小学館
  - 小説 名探偵コナン 特別編 工藤新一への挑戦状〜怪鳥伝説の謎〜（2011年4月15日、ISBN 978-4-09-122849-9）
  - 小説 名探偵コナン 特別編 工藤新一への挑戦状〜裁判所内殺人事件〜（2011年9月16日、ISBN 978-4-09-123319-6）
  - 小説 名探偵コナン 特別編 工藤新一への挑戦状〜恋愛数式殺人事件〜（2011年12月14日、ISBN 978-4-09-123446-9）
  - 小説 名探偵コナン 特別編 工藤新一への挑戦状〜対決!! 工藤新一vs服部平次〜（2012年4月12日、ISBN 978-4-09-123447-6）
  - 小説 名探偵コナン 特別編 工藤新一 京都新撰組殺人事件（2012年6月18日、ISBN 978-4-09-123752-1）

### アニメノベライズ

#### 映画ノベライズ
- 監修：小学館集英社プロダクション、脚本：古内一成、小説：水稀しま、小学館
  - 名探偵コナン 11人目のストライカー（2012年4月12日、ISBN 978-4-092-30626-4）
  - 名探偵コナン 漆黒の追跡者（2013年1月9日、ISBN 978-4-092-30635-6）
  - 名探偵コナン 天空の難破船（2013年2月8日、ISBN 978-4-092-30636-3）
  - 名探偵コナン 沈黙の15分（2013年3月8日、ISBN 978-4-092-30638-7）
  - 名探偵コナン 戦慄の楽譜（2014年2月26日、ISBN 978-4-092-30646-2）
  - 名探偵コナン 異次元の狙撃手（2014年4月17日、ISBN 978-4-092-30647-9）
  - 名探偵コナン 銀翼の奇術師（2014年7月1日、ISBN 978-4-092-30650-9）
  - 名探偵コナン 水平線上の陰謀（2014年8月6日、ISBN 978-4-092-30773-5）
  - 名探偵コナン 迷宮の十字路（2015年1月21日、ISBN 978-4-092-30791-9）
  - 名探偵コナン 天国へのカウントダウン（2015年2月25日、ISBN 978-4-092-30796-4）
  - 名探偵コナン 瞳の中の暗殺者（2018年1月24日、ISBN 978-4-092-31209-8）
  - 名探偵コナン 世紀末の魔術師（2022年5月27日、ISBN 978-4-092-31417-7）
- 監修：小学館集英社プロダクション、脚本：櫻井武晴、小説：水稀しま、小学館
  - 名探偵コナン 絶海の探偵（2013年4月18日、ISBN 978-4-092-30639-4）
  - 名探偵コナン 業火の向日葵（2015年4月16日、ISBN 978-4-092-30651-6）
  - 名探偵コナン 純黒の悪夢（2016年4月14日、ISBN 978-4-092-30866-4）
  - 名探偵コナン ゼロの執行人（2018年4月11日、ISBN 978-4-092-31228-9）
  - 名探偵コナン 緋色の弾丸（2021年4月16日、ISBN 978-4-092-31329-3）
  - 名探偵コナン 黒鉄の魚影（2023年4月14日、ISBN 978-4-092-31452-8）
  - 名探偵コナン 隻眼の残像（2025年4月18日、ISBN 978-4-092-31510-5）
- 監修：小学館集英社プロダクション、脚本：柏原寛司、小説：水稀しま、小学館
  - 名探偵コナン 探偵たちの鎮魂歌（2013年10月30日、ISBN 978-4-092-30642-4）
  - 名探偵コナン 紺碧の棺（2014年1月15日、ISBN 978-4-092-30645-5）
- 監修：小学館集英社プロダクション、脚本：大倉崇裕、小説：水稀しま、小学館
  - 名探偵コナン から紅の恋歌（2017年4月13日、ISBN 978-4-092-31161-9）
  - 名探偵コナン 紺青の拳（2019年4月12日、ISBN 978-4-092-31288-3）
  - 名探偵コナン ハロウィンの花嫁（2022年4月15日、ISBN 978-4-092-31411-5）
  - 名探偵コナン 100万ドルの五稜星（2024年4月12日、ISBN 978-4-092-31479-5）
- 原作：モンキー・パンチ・青山剛昌、脚本：前川淳、小説：水稀しま、小学館
  - ルパン三世VS名探偵コナン THE MOVIE（2013年12月5日、ISBN 978-4-092-30644-8）

#### TVSPノベライズ
「紅の修学旅行」「ブラックインパクト! 組織の手が届く瞬間」はTVSPとして放映されたが、原作漫画が存在するため、次節に記載する。
- 監修：小学館集英社プロダクション、脚本：内田けんじ、小説：百瀬しのぶ、小学館
  - 名探偵コナン 江戸川コナン失踪事件 〜史上最悪の2日間〜（2014年12月24日、ISBN 978-4-092-30787-2）
- 監修：小学館集英社プロダクション、脚本：柏原寛司、小説：水稀しま、小学館
  - 名探偵コナン コナンと海老蔵 歌舞伎十八番ミステリー（2016年1月27日、ISBN 978-4-092-30859-6）
  - 名探偵コナン エピソード“ONE” 小さくなった名探偵（2016年12月9日、ISBN 978-4-092-31133-6）
- 監修：小学館集英社プロダクション、脚本：大倉崇裕、小説：水稀しま、小学館
  - 名探偵コナン 大怪獣ゴメラVS仮面ヤイバー（2020年1月24日、ISBN 978-4-092-31321-7）

#### TVシリーズ特別編集版ノベライズ
- 監修：小学館集英社プロダクション、脚本・構成：宮下隼一、小説：水稀しま、小学館
  - 名探偵コナン vs. 怪盗キッド（2024年1月26日、ISBN 978-4-092-31471-9）

### 漫画ノベライズ
- 小説：土屋つかさ、原作・イラスト：青山剛昌、小学館
  - 小説 名探偵コナン CASE 1（2015年6月26日、ISBN 978-4-09-230826-8）
  - 小説 名探偵コナン CASE 2（2015年10月28日、ISBN 978-4-09-230845-9）
  - 小説 名探偵コナン CASE 3（2016年3月16日、ISBN 978-4-09-230864-0）
- 小説：浜崎達也、原作・イラスト：青山剛昌
  - 小説 名探偵コナン CASE 4（2016年10月26日、ISBN 978-4-09-230895-4）
- 小説：酒井匙、原作・イラスト：青山剛昌、小学館
  - 名探偵コナン 安室透セレクション ゼロの推理劇（2018年4月11日、ISBN 978-4-09-231230-2）
  - 名探偵コナン 怪盗キッドセレクション 月下の予告状（2019年4月12日、ISBN 978-4-09-231286-9）
  - 名探偵コナン 京極真セレクション 蹴撃の事件録（2019年6月28日、ISBN 978-4-09-231294-4）
  - 名探偵コナン 赤井秀一セレクション 赤と黒の攻防（2020年3月27日、ISBN 978-4-09-231326-2）
  - 名探偵コナン 赤井一家セレクション 緋色の推理記録（2020年3月27日、ISBN 978-4-09-231327-9）
  - 名探偵コナン 世良真純セレクション 異国帰りの転校生（2020年10月30日、ISBN 978-4-09-231348-4）
  - 名探偵コナン 赤井秀一緋色の回顧録セレクション 狙撃手の極秘任務（2021年4月9日、ISBN 978-4-09-231366-8）
  - 名探偵コナン 黒ずくめの組織セレクション 黒の策略（2021年10月29日、ISBN 978-4-09-231390-3）
  - 名探偵コナン 警察セレクション 命がけの刑事たち（2022年4月15日、ISBN 978-4-09-231414-6）
  - 名探偵コナン 安室透セレクション ゼロの裏事情（2022年7月15日、ISBN 978-4-09-231427-6）
  - 名探偵コナン 灰原哀セレクション 裏切りの代償（2023年4月14日、ISBN 978-4-09-231447-4）
  - 名探偵コナン 灰原哀セレクション 裏切り者と仲間達（2023年12月15日、ISBN 978-4-09-231473-3）
  - 名探偵コナン 服部平次セレクション 浪速の名探偵（2024年3月29日、ISBN 978-4-09-231480-1）
  - 名探偵コナン 怪盗キッドセレクション 月下の幻像（2024年4月12日、ISBN 978-4-09-231481-8）
  - 名探偵コナン 服部平次セレクション 浪速の相棒（2024年5月24日、ISBN 978-4-09-231482-5）
- 小説：水稀しま、原作・イラスト：青山剛昌、小学館
  - 名探偵コナン 紅の修学旅行（2019年1月11日、ISBN 978-4-092-31273-9）
  - 名探偵コナン ブラックインパクト! 組織の手が届く瞬間（2020年12月18日、ISBN 978-4-092-31355-2）

## ゲーム

### コンピュータゲーム

#### ゲームボーイ
- 名探偵コナン 地下遊園地殺人事件（バンダイ、1996年12月27日発売）
- 名探偵コナン 疑惑の豪華列車（バンダイ、1998年8月7日発売）
- 名探偵コナン からくり寺院殺人事件（以下ゲームボーイカラー対応、バンプレスト、2000年2月24日発売）
- 名探偵コナン 奇岩島秘宝伝説（バンプレスト、2000年3月31日発売）
- 名探偵コナン 呪われた航路（バンプレスト、2001年6月1日発売）

#### ワンダースワン
- 名探偵コナン 魔術師の挑戦状！（バンダイ、1999年8月5日発売）
- 名探偵コナン 西の名探偵 最大の危機！？（バンダイ、2000年7月27日発売）
- 名探偵コナン 夕暮れの皇女（バンダイ、2001年4月15日発売）

#### PlayStation
- 名探偵コナン PlayStation the Best for Family[177]（バンダイ、1998年11月18日発売）
- 名探偵コナン 3人の名推理[178]（バンダイ、2000年8月10日発売）
- 名探偵コナン 最高の相棒（パートナー）[179]（バンダイ、2002年4月25日発売）
- SIMPLEキャラクター2000シリーズ Vol.11 名探偵コナン THE ボードゲーム[180]（ディースリー・パブリッシャー企画開発・バンダイ発売、2002年8月29日発売）
- 名探偵コナン トリックトリック vol.0 迷宮の十字路スペシャルディスク（バンダイ、非売品・体験版）
- 名探偵コナン トリックトリック vol.1[181]（バンダイ、2003年4月17日発売）

#### PlayStation 2
- 名探偵コナン 大英帝国の遺産[182]（バンダイ、2004年11月18日発売）

#### ゲームボーイアドバンス
- 名探偵コナン 狙われた探偵（バンプレスト、2003年7月25日発売）
- 名探偵コナン 暁のモニュメント[183]（バンプレスト、2005年4月21日発売）

#### Wii
- 名探偵コナン 追憶の幻想（ミラージュ）[184]（マーベラスインタラクティブ、2007年5月17日発売）

#### ニンテンドーDS
- 名探偵コナン 探偵力トレーナー[185]（バンダイ、2007年4月5日発売）
- 名探偵コナン 消えた博士とまちがいさがしの塔[186]（バンダイ、2008年4月3日発売）
- 名探偵コナン&金田一少年の事件簿 めぐりあう2人の名探偵（バンダイナムコゲームス、2009年2月4日発売）
- 名探偵コナン 蒼き宝石の輪舞曲（ロンド）[187]（バンダイナムコゲームス、2011年4月21日発売）
- 名探偵コナン 過去からの前奏曲（プレリュード）[188]（バンダイナムコゲームス、2012年4月19日発売）

#### PlayStation Portable
- 名探偵コナン 過去からの前奏曲（プレリュード）[188]（バンダイナムコゲームス、2012年4月19日発売）

#### ニンテンドー3DS
- 名探偵コナン マリオネット交響曲（シンフォニー）[189]（スパイク・チュンソフト開発・バンダイナムコゲームス発売、2013年4月25日発売）
- 名探偵コナン ファントム狂詩曲（ラプソディ）[190]（スパイク・チュンソフト開発・バンダイナムコゲームス発売、2014年4月17日発売）

#### Nintendo Switch
- 名探偵コナン スケボーラン 怪盗キッドと神秘の秘宝[191]（トムス・エンタテインメント、2019年4月11日発売）

#### アプリ
- 名探偵コナン 洋館からの脱出[192]（ディースリー・パブリッシャー、フォアキャスト、2009年3月18日配信）
- 名探偵コナン 怪盗VS二人の探偵（ディースリー・パブリッシャー、フォアキャスト、2010年4月1日配信）
- 名探偵コナン 脱出！ 白銀の館（ディースリー・パブリッシャー、フォアキャスト、2011年6月30日配信）
- 名探偵コナン 奈良旅情ミステリー万葉の旅人[193]（サイバード、2011年7月8日配信）★
- 名探偵コナン 高層のビスクドール[193]（サイバード、2011年10月27日配信）★
- 名探偵コナン 銀色の殺意[193]（サイバード、不明）★
- 名探偵コナン 陰謀のフィールド[193]（サイバード、不明）★
- 名探偵コナン 蒼き宝石の輪舞曲（バンダイナムコゲームス、iOS 2012年4月3日配信、Android 2013年3月26日）
- 名探偵コナン神経衰弱ゲーム[194]（小学館、Android 2012年8月7日配信）
- 名探偵コナン推理ゲーム 〜謎解きシミュレーションゲーム〜（上記の★4作）（サイバード、iOS・Android 2012年9月12日配信）
- 名探偵コナン ポーカー（サイバード、iOS 2013年8月27日配信）
- 名探偵コナン 過去からの前奏曲（バンダイナムコゲームス、Android 2013年11月21日配信、iOS 2013年12月3日配信）
- 名探偵コナンパズルゲーム 〜お絵かきロジック・クロスワード・スケルトン〜（サイバード、iOS 2013年11月25日配信）
- 名探偵コナンクイズRPG 〜日本全国コナン君に挑戦〜（サイバード、iOS 2013年12月9日配信、Android 2014年2月19日配信）
- 名探偵コナン×脱出ゲーム Cubic Room ツワロムの秘宝（サイバード、iOS 2014年2月11日配信、Android 2014年3月20日配信）
- 名探偵コナン 脱出ゲーム からくり屋敷の謎（サイバード、iOS・Android 2015年1月29日配信）
- 名探偵コナン ミステリータウン（サイバード、iOS・Android 2015年4月14日配信）
- 名探偵コナン 怪盗キッド 宝探しゲーム（サイバード、iOS・Android 2015年8月3日配信）
- 脱出ゲーム 名探偵コナン 〜ミステリーシアターの謎〜（サイバード、iOS・Android 2015年9月8日配信）
- 名探偵コナン 仮想世界（バーチャルワールド）の名探偵（サイバード、iOS 2015年10月2日配信、Android 2016年4月11日配信）
- 脱出ゲーム 名探偵コナン 〜深閑の迷宮〜（サイバード、iOS 2016年2月1日配信、Android 2016年2月9日配信）
- 名探偵コナンパズル 盤上の連鎖（クロスチェイン）[195]（サイバード、iOS・Android 2018年3月29日配信）
- 名探偵コナンランナー 真実への先導者（コンダクター）（アンビション開発・ブシロード配信、iOS・Android 2019年4月10日配信）

#### パソコンゲーム
- 特打ヒーローズ 名探偵コナン（ソースネクスト、2002年3月22日発売）
- 特打ヒーローズ 名探偵コナン for KIDS（ソースネクスト、2002年11月8日発売）
- 名探偵コナン IQ（ソースネクスト、2005年3月18日発売）
- 特打ヒーローズ 名探偵コナン 脳〜THE BRAIN（ソースネクスト、2006年4月21日発売）

#### オンラインゲーム
- 名探偵コナン 対戦ポーカー（WEBサンデー、2006年5月より以前配信）
- 名探偵コナン 決死の脱出アトラクション（メディアファクトリー、2009年3月18日配信）
- 名探偵コナン X人目の名探偵（プレイヤー）（サイバード、2014年8月12日配信）

#### その他（コンピュータゲーム）
- 名探偵コナン（スーパーノートクラブ用、バンダイ、1997年発売）
- 名探偵コナン エピソード2（スーパーノートクラブ用、バンダイ、1998年発売）
- 名探偵コナン エピソード3（スーパーノートクラブ用、バンダイ、1999年発売）
- ゲーム&カラオケカートリッジ 名探偵コナン（e-kara用、タカラ、2004年発売）
- 名探偵コナン 推理アドベンチャー（スーパーテレビパソコン用、エポック社、2005年4月23日発売）
- 名探偵コナン 完全推理！ 数と図形の謎（ビーナ用、セガトイズ、2006年2月10日発売）

#### 配信によるコラボレーション

##### 名探偵コナンとしてのコラボ
ニンテンドー3DS用
- パズドラクロス[196]
- モンスターハンターダブルクロス[197]

アプリ用
- パズドラW[198]
- 怪盗ロワイヤル[199]
- バーコードフットボーラー[200]
- クイズRPG 魔法使いと黒猫のウィズ[201]
- 妖怪ウォッチ ぷにぷに[202]
- LINE レンジャー[203]
- ぷよぷよ!!クエスト[204]
- LINE ポコポコ[205]
- グランブルーファンタジー[206]
- 実況パワフルサッカー[207]
- 消滅都市2[208]
- LINE バブル2[209]
- 逆転オセロニア[210]
- ひなこい[211]

##### 週刊少年サンデーとしてのコラボ
- パズル&ドラゴンズ[212][213]
- ユニゾンリーグ[214]
- パズドラレーダー[215]
- 妖怪ウォッチ ぷにぷに[216]

##### 各方面の人気キャラクターとしてのコラボ
- 白猫テニス[217]

#### 攻略本
- 名探偵コナン 疑惑の豪華列車 公式ガイドブック（小学館 1998年9月 ISBN 4-09-102651-6）
- 名探偵コナン 公式ガイドブック 「同級生殺人事件」電脳推理ファイル（小学館 1998年12月 ISBN 4-09-102670-2）
- 名探偵コナン 魔術師の挑戦状！ 完全攻略本（小学館 1999年9月 ISBN 4-09-102811-X）
- 名探偵コナン トレーディングカードゲーム 公式ガイドブック（小学館 2000年6月 ISBN 4-09-280043-6）
- 名探偵コナン 3人の名推理[178] 公式ガイドブック（小学館 2000年9月 ISBN 4-09-102860-8）
- 名探偵コナン 呪われた航路 公式ガイドブック（小学館 2001年6月 ISBN 4-09-106003-X）
- 名探偵コナン 狙われた探偵 GBA公式ガイドブック（小学館 2003年8月 ISBN 4-09-106118-4）
- 名探偵コナン 大英帝国の遺産[182] 公式ガイドブック（小学館 2004年12月 ISBN 4-09-106206-7）
- 名探偵コナン 暁のモニュメント[183] GBA公式ガイドブック（小学館 2005年6月 ISBN 4-09-106230-X）
- 名探偵コナン ゲームが遊べるポストカードブック（小学館 2010年3月 ISBN 978-4-8401-3267-1）
- 名探偵コナン 蒼き宝石の輪舞曲[187] 公式ガイドブック（小学館 2011年6月 ISBN 978-4-09-106481-3）

### アナログゲーム

#### トレーディングカードゲーム
- Mischievous Elves 名探偵コナン（ハドソン、1999年発売）
- 名探偵コナン カード探偵団（メディアファクトリー、2008年4月19日発売）
- 名探偵コナン カード探偵団 mission 2 〜古の秘宝を探せ〜（メディアファクトリー、2008年12月25日発売）
- サンデーVSマガジンTCG（ブシロード）
  - 名探偵対決デッキ（2008年7月26日発売）
  - ブースターパック第1弾（2008年9月27日発売）
  - ブースターパック第5弾（2009年7月25日発売）
- フューチャーカード 神バディファイト（ブシロード）
  - アルティメットブースタークロス第1弾/トライアルデッキクロス 第1弾/トライアルデッキクロス 第2弾（2019年4月12日発売）
- ヴァイスシュヴァルツブラウ
  - 『名探偵コナン』スタートデッキ/『名探偵コナン』ブースターパック（ブシロード、2023年4月14日発売）
  - 『名探偵コナンvol.2』ブースターパック（ブシロード、2024年4月12日発売）
- 名探偵コナンカードゲーム[218]（タカラトミー）
  - スタートデッキ Case-StartDeck 全5種（江戸川コナン/服部平次/怪盗キッド/赤井秀一/安室透）/拡張パック Case-Booster 01 探偵たちの切札（2024年5月4日発売）
  - テーマデッキ Case-ThemeDeck 01 服部平次VS怪盗キッド（2024年6月29日発売）
  - 拡張パック Case-Booster 02 西と東の大決戦（コンタクト）（2024年7月27日発売）
  - テーマデッキ Case-ThemeDeck 02 黒ずくめの組織/拡張パック Case-Booster 03 黒影の襲来（カットイン）（2024年11月23日発売）
  - 拡張パック Case-Booster 04 信義の絆（パートナー）（2025年2月22日発売）
  - テーマデッキ Case-ThemeDeck 03 青の古城探索事件/テーマデッキ Case-ThemeDeck 04 死亡の館、赤い壁（2025年4月26日発売）
  - 拡張パック Case-Booster 05 新たなる謎（2025年5月24日発売）

#### その他（アナログゲーム）
- 名探偵コナン 超推理カードゲーム（カードゲーム、天田印刷加工、1997年発売）
- 推理ボードゲームCLUE 名探偵コナン 消えた財宝の秘密（ボードゲーム、パルボックス、2004年2月発売）

### 体感型ゲーム

#### リアル脱出ゲーム
SCRAP主催のリアル脱出ゲームとコラボしたイベント「リアル脱出ゲーム×名探偵コナン」が2013年から全国各地で開催されている。
- リアル脱出ゲーム×名探偵コナン 摩天楼からの脱出[219]（2013年3月15日 - 6月30日・全国33都市+台湾）
- リアル脱出ゲーム×名探偵コナン FILE.2 オリエント急行からの脱出[220]（2014年3月21日 - 7月13日、2015年2月16日 - 3月15日・全国44都市）
- リアル脱出ゲーム×名探偵コナン FILE.3 奇術城（マジシャンズキャッスル）からの脱出[221]（2015年3月20日 - 6月28日・全国47都市）
- リアル脱出ゲーム×名探偵コナン チョコレート殺人事件[222]（2015年12月 - 2017年3月、2017年6月 -・アジトオブスクラップ下北沢ナゾビル、アジトオブスクラップ心斎橋OPA）
- リアル脱出ゲーム×名探偵コナン FILE.4 黒き暗殺者（アサシン）からの脱出[223]（2016年3月 - 11月・全国47都市）
- リアル脱出ゲーム×名探偵コナン ロンドン警視庁（スコットランドヤード）からの脱出[224]（2017年6月30日 - 11月25日・31都市）
- リアル脱出ゲーム×名探偵コナン 公安最終試験 (プロジェクト・ゼロ) からの脱出[225]（2018年6月29日 - 12月16日・32都市）
- リアル脱出ゲーム×名探偵コナン 紺青の美術館（クルージングミュージアム）からの脱出[226]（2019年6月28日 - 12月14日・31都市）
- リアル脱出ゲーム×名探偵コナン 四重捜査網（クリミナル・カルテット）からの脱出[227]（2021年3月10日 - 開催中・オンライン）
- リアル脱出ゲーム×名探偵コナン 緋色の捜査網（ブラッド・タスクフォース）からの脱出[228]（2021年8月12日 - 2022年1月16日・11都市）
- リアル脱出ゲーム×名探偵コナン 追憶のハロウィンからの脱出[229]（2022年7月21日 - 12月25日・21都市）
- リアル脱出ゲーム×名探偵コナン 黒鉄の海中研究所（ラボラトリー・オルカ）からの脱出[230]（2023年7月7日 - 12月30日・34都市）
- リアル脱出ゲーム×名探偵コナン 100万ドルの絡繰館からの脱出[231]（2024年7月4日 - 12月30日・36都市）
- リアル脱出ゲーム×名探偵コナン 四宝館（スーテッドハウス）からの脱出[232]（2025年3月19日 - 開催中・オンライン）
- リアル脱出ゲーム×名探偵コナン 残像の交信（シグナル）からの脱出[233]（2025年7月10日 - ）

#### ザ・エスケープ
「リアル脱出ゲーム×名探偵コナン」のUSJ版イベント「名探偵コナン・ザ・エスケープ」として2017年から毎年で開催されている。なお、2018年以降はその年に公開された劇場版名探偵コナンに関連した内容となっている。
- 名探偵コナン・ザ・エスケープ 〜追憶の導火線（ファイア・コード）〜[234]（2017年1月 - 5月）
- 名探偵コナン・ザ・エスケープ 〜ゼロの序曲（プレリュード）〜[235]（2018年1月-5月）
- 名探偵コナン・ザ・エスケープ 〜紺青の序章（プロローグ）〜[236]（2019年1月-9月）
- 名探偵コナン・ザ・エスケープ 〜緋色の弾道〜[237]（2020年1月21日 - 6月28日）
- 名探偵コナン・ザ・エスケープ 〜ハロウィンの幻影〜（2022年3月4日 - 8月28日）
- 名探偵コナン・ザ・エスケープ 〜黒鉄の序章（プロローグ）〜（2023年2月17日 - 7月2日）
- 名探偵コナン・ザ・エスケープ 〜100万ドルの序章（プロローグ）〜（2024年3月1日 - 6月30日）
- 名探偵コナン・ザ・エスケープ 〜残像の序章（プロローグ）〜（2025年1月31日 - 6月30日）

#### サンシャインシティ
2021年から毎年春季にサンシャインシティで、名探偵コナン×Sunshine Cityとして、イベントが開催されている。なお、イベント名の「天空都市」はサンシャインシティとルビが振られている。
- 名探偵コナン 光と影の天空都市（サンシャインシティ）（2021年4月9日 - 6月13日）
- 名探偵コナン 英雄集う天空都市（サンシャインシティ）（2022年4月8日 - 6月12日）
- 名探偵コナン 祝祭の天空都市（サンシャインシティ）（2023年4月28日 - 7月9日）
- 名探偵コナン 銀光の天空都市（サンシャインシティ）（2024年4月5日 - 6月9日）
- 名探偵コナン 慧眼の天空都市（サンシャインシティ）（2025年4月4日 - 6月8日）

#### その他（体験型ゲーム）
- 名探偵コナン in ラグナシア 消えたコナンを捜せ!![239]（2007年6月 - 9月・ラグーナ蒲郡）
- 名探偵コナン 少年探偵団の宝探し大作戦[240]（タカラッシュ!、2009年3月 - ・全国各地（問題は各会場別、ストーリーは同一））
- 名探偵コナン 大泥棒トレジャーキングからの挑戦状[241]（タカラッシュ!、2010年5月 - ・全国各地（問題は各会場別、ストーリーは同一））
- 名探偵コナン 怪盗キッドの不思議な予告状[242]（タカラッシュ!、2011年 -、全国各地（問題は各会場別、ストーリーは同一））
- 名探偵コナン in JOYPOLIS 〜20年目の邂逅（エンカウンター）〜[243] 消えた名探偵の謎[244]（PKシアター、2016年4月 - 5月・東京ジョイポリス）
- 名探偵コナン 失われたゴールド・ウェストの財宝[245]（タカラッシュ!、2017年・全国各地（問題は各会場別、ストーリーは同一））
- 名探偵コナン 海神の楽園（オアシス）in ラグナシア[246] 怪盗キッドの不可測な標的（ターゲット）[247]（タカラッシュ!、2017年7月-9月・ラグーナテンボス）
- 名探偵コナン 海神の万華鏡（カレイドスコープ）in ラグナシア[248]（2019年7月6日 - 9月30日・ラグーナテンボス）
- 名探偵コナン×リアル謎解きゲーム「爆弾遊戯への招待状」[249]（2021年3月15日 - 7月4日・東京ジョイポリス）

## 舞台
ミステリーステージ 名探偵コナン 〜殺意の開演ベル〜
原作連載20周年特別企画の観客参加型の舞台演劇。高山みなみと山崎和佳奈が、それぞれコナンと蘭の声で出演した。
2014年6月4日から15日にかけて紀伊國屋サザンシアターにて、6月20日から22日にかけて松下IMPホールにてそれぞれ公演された。
名探偵コナン×ライブミステリー 〜洋上の迷宮（ラビリンス）〜
テレビ・劇場版20周年特別企画の観客参加型の舞台演劇。高山みなみがコナンの声で出演した。
2016年8月10日から21日にかけて紀伊國屋サザンシアターにて、9月16日から17日にかけて道新ホールにて、9月22日から25日にかけて松下IMPホールにてそれぞれ公演された。

## イベント

### コナン展
原作連載20周年を記念して2014年に3か所、2015年に4か所で開催された。また、テレビアニメ放映20周年を記念して2016年に、新たに4か所で開催された。
|            | 期間                           | 会場                           |
| ---------- | ------------------------------ | ------------------------------ |
| 横浜会場   | 2014年4月24日 - 5月10日        | 横浜赤レンガ倉庫               |
| 名古屋会場 | 2014年8月7日 - 8月24日         | オアシス21 銀河の広場          |
| 大阪会場   | 2014年12月13日 - 2015年1月12日 | ひらかたパーク                 |
| 札幌会場   | 2015年4月24日 - 5月10日        | 札幌コンベンションセンター     |
| 福岡会場   | 2015年7月18日 - 8月9日         | ソラリアステージ6階 西鉄ホール |
| 新潟会場   | 2015年8月15日 - 8月30日        | 朱鷺メッセ                     |
| 台湾会場   | 2015年12月25日 - 2016年3月13日 | 台北華山1914文化創意產業園區   |
| 広島会場   | 2016年3月11日 - 4月10日        | 広島マリーナホップ             |
| 仙台会場   | 2016年4月22日 - 5月8日         | 仙台駅前イービーンズ           |
| 上海会場   | 2016年4月22日 - 6月1日         | 上海髙島屋                     |
| 北京会場   | 2016年7月15日 - 8月28日        | 北京蓝色港湾商区               |
| 福島会場   | 2016年10月29日 - 12月30日      | 福島さくら遊学舎               |
| 重慶会場   | 2017年4月28日 - 6月18日        | 重慶北城天街                   |
| 南投会場   | 2017年12月5日 - 2018年3月4日   | 南投縣工商會展中心             |
| 天津会場   | 2017年12月28日 ‐ 2018年3月11日 | 天津伊勢丹                     |

### ルパン三世・名探偵コナンの世界展
『ルパン三世VS名探偵コナン THE MOVIE』の公開を受けて、京都・東映太秦映画村にて2013年11月30日から2014年2月14日まで開催された。東映傘下である映画村で東宝配給の本作が特集されるという、異例の企画であった。ライバル同士と言われた2社のタッグは東映側からの提案から始まり、東宝側が快諾した。

### 名探偵コナン 科学捜査展 〜真実への推理 (アブダクション)〜
体験はイントロダクションから真相解明エリアまで事件を解明するコラボ。2018年に3か所、2019年に6か所、2020年に2か所で開催。
|                |                |                | 期間                            | 期間                            | 期間                            | 期間                            | 期間                            | 期間                            | 期間                            | 期間                            | 期間                            | 会場                   | 会場                   | 会場                   | 会場                   | 会場                   | 会場                   | 会場                   | 会場                   |
| -------------- | -------------- | -------------- | ------------------------------- | ------------------------------- | ------------------------------- | ------------------------------- | ------------------------------- | ------------------------------- | ------------------------------- | ------------------------------- | ------------------------------- | ---------------------- | ---------------------- | ---------------------- | ---------------------- | ---------------------- | ---------------------- | ---------------------- | ---------------------- |
| 東京会場       | 東京会場       | 東京会場       | 2018年4月18日 - 7月8日          | 2018年4月18日 - 7月8日          | 2018年4月18日 - 7月8日          | 2018年4月18日 - 7月8日          | 2018年4月18日 - 7月8日          | 2018年4月18日 - 7月8日          | 2018年4月18日 - 7月8日          | 2018年4月18日 - 7月8日          | 2018年4月18日 - 7月8日          | 日本科学未来館         | 日本科学未来館         | 日本科学未来館         | 日本科学未来館         | 日本科学未来館         | 日本科学未来館         | 日本科学未来館         | 日本科学未来館         |
| 名古屋会場     | 名古屋会場     | 名古屋会場     | 2018年7月14日 - 9月24日         | 2018年7月14日 - 9月24日         | 2018年7月14日 - 9月24日         | 2018年7月14日 - 9月24日         | 2018年7月14日 - 9月24日         | 2018年7月14日 - 9月24日         | 2018年7月14日 - 9月24日         | 2018年7月14日 - 9月24日         | 2018年7月14日 - 9月24日         | 名古屋市科学館         | 名古屋市科学館         | 名古屋市科学館         | 名古屋市科学館         | 名古屋市科学館         | 名古屋市科学館         | 名古屋市科学館         | 名古屋市科学館         |
| 福岡会場       | 福岡会場       | 福岡会場       | 2018年11月17日 - 2019年1月14日  | 2018年11月17日 - 2019年1月14日  | 2018年11月17日 - 2019年1月14日  | 2018年11月17日 - 2019年1月14日  | 2018年11月17日 - 2019年1月14日  | 2018年11月17日 - 2019年1月14日  | 2018年11月17日 - 2019年1月14日  | 2018年11月17日 - 2019年1月14日  | 2018年11月17日 - 2019年1月14日  | 福岡市博物館           | 福岡市博物館           | 福岡市博物館           | 福岡市博物館           | 福岡市博物館           | 福岡市博物館           | 福岡市博物館           | 福岡市博物館           |
| 大阪会場       | 大阪会場       | 大阪会場       | 2019年2月9日 - 5月26日          | 2019年2月9日 - 5月26日          | 2019年2月9日 - 5月26日          | 2019年2月9日 - 5月26日          | 2019年2月9日 - 5月26日          | 2019年2月9日 - 5月26日          | 2019年2月9日 - 5月26日          | 2019年2月9日 - 5月26日          | 2019年2月9日 - 5月26日          | ひらかたパーク         | ひらかたパーク         | ひらかたパーク         | ひらかたパーク         | ひらかたパーク         | ひらかたパーク         | ひらかたパーク         | ひらかたパーク         |
| 台湾・台北会場 | 台湾・台北会場 | 台湾・台北会場 | 2019年6月7日 - 9月16日          | 2019年6月7日 - 9月16日          | 2019年6月7日 - 9月16日          | 2019年6月7日 - 9月16日          | 2019年6月7日 - 9月16日          | 2019年6月7日 - 9月16日          | 2019年6月7日 - 9月16日          | 2019年6月7日 - 9月16日          | 2019年6月7日 - 9月16日          | 国立台湾科学教育館     | 国立台湾科学教育館     | 国立台湾科学教育館     | 国立台湾科学教育館     | 国立台湾科学教育館     | 国立台湾科学教育館     | 国立台湾科学教育館     | 国立台湾科学教育館     |
| 長崎会場       | 長崎会場       | 長崎会場       | 2019年6月29日 - 9月1日          | 2019年6月29日 - 9月1日          | 2019年6月29日 - 9月1日          | 2019年6月29日 - 9月1日          | 2019年6月29日 - 9月1日          | 2019年6月29日 - 9月1日          | 2019年6月29日 - 9月1日          | 2019年6月29日 - 9月1日          | 2019年6月29日 - 9月1日          | 長崎県美術館           | 長崎県美術館           | 長崎県美術館           | 長崎県美術館           | 長崎県美術館           | 長崎県美術館           | 長崎県美術館           | 長崎県美術館           |
| 大分会場       | 大分会場       | 大分会場       | 2019年9月14日 - 11月10日        | 2019年9月14日 - 11月10日        | 2019年9月14日 - 11月10日        | 2019年9月14日 - 11月10日        | 2019年9月14日 - 11月10日        | 2019年9月14日 - 11月10日        | 2019年9月14日 - 11月10日        | 2019年9月14日 - 11月10日        | 2019年9月14日 - 11月10日        | 大分県立美術館         | 大分県立美術館         | 大分県立美術館         | 大分県立美術館         | 大分県立美術館         | 大分県立美術館         | 大分県立美術館         | 大分県立美術館         |
| 宮崎会場       | 宮崎会場       | 宮崎会場       | 2019年11月23日 - 2020年1月19日  | 2019年11月23日 - 2020年1月19日  | 2019年11月23日 - 2020年1月19日  | 2019年11月23日 - 2020年1月19日  | 2019年11月23日 - 2020年1月19日  | 2019年11月23日 - 2020年1月19日  | 2019年11月23日 - 2020年1月19日  | 2019年11月23日 - 2020年1月19日  | 2019年11月23日 - 2020年1月19日  | みやざきアートセンター | みやざきアートセンター | みやざきアートセンター | みやざきアートセンター | みやざきアートセンター | みやざきアートセンター | みやざきアートセンター | みやざきアートセンター |
| 上海会場       | 上海会場       | 上海会場       | 2019年12月14日 - 2020年2月15日  | 2019年12月14日 - 2020年2月15日  | 2019年12月14日 - 2020年2月15日  | 2019年12月14日 - 2020年2月15日  | 2019年12月14日 - 2020年2月15日  | 2019年12月14日 - 2020年2月15日  | 2019年12月14日 - 2020年2月15日  | 2019年12月14日 - 2020年2月15日  | 2019年12月14日 - 2020年2月15日  | 上海愛琴海講物公園     | 上海愛琴海講物公園     | 上海愛琴海講物公園     | 上海愛琴海講物公園     | 上海愛琴海講物公園     | 上海愛琴海講物公園     | 上海愛琴海講物公園     | 上海愛琴海講物公園     |
| 札幌会場       | 札幌会場       | 札幌会場       | 2020年3月27日 - 4月12日         | 2020年3月27日 - 4月12日         | 2020年3月27日 - 4月12日         | 2020年3月27日 - 4月12日         | 2020年3月27日 - 4月12日         | 2020年3月27日 - 4月12日         | 2020年3月27日 - 4月12日         | 2020年3月27日 - 4月12日         | 2020年3月27日 - 4月12日         | サッポロファクトリー   | サッポロファクトリー   | サッポロファクトリー   | サッポロファクトリー   | サッポロファクトリー   | サッポロファクトリー   | サッポロファクトリー   | サッポロファクトリー   |
| 台湾・高雄会場 | 台湾・高雄会場 | 台湾・高雄会場 | 2020年6月16日 - 9月13日（中止） | 2020年6月16日 - 9月13日（中止） | 2020年6月16日 - 9月13日（中止） | 2020年6月16日 - 9月13日（中止） | 2020年6月16日 - 9月13日（中止） | 2020年6月16日 - 9月13日（中止） | 2020年6月16日 - 9月13日（中止） | 2020年6月16日 - 9月13日（中止） | 2020年6月16日 - 9月13日（中止） | 国立科学工芸博物館     | 国立科学工芸博物館     | 国立科学工芸博物館     | 国立科学工芸博物館     | 国立科学工芸博物館     | 国立科学工芸博物館     | 国立科学工芸博物館     | 国立科学工芸博物館     |

## 名探偵コナンに会えるまち
作者の青山剛昌の出身地、鳥取県東伯郡北栄町ではコナンを町のシンボルとして登用しており、町内各所にコナンのブロンズ像があるほか、青山剛昌ふるさと館も設置されている。また、北栄町役場で発行される住民票にはコナンのイラストや透かしが入っており、好評を博している（詳細は住基ネット巡りを参照）。
2010年に「コナン」が縁となって北栄町と滋賀県湖南市の交流が始まり、2011年7月2日に両市町は友好提携都市となった。